# РБ Лейпциг
«РБ Лейпциг» (полное название — «Клуб по игре с мячом на газоне Лейпциг», нем. RasenBallsport Leipzig, неофициально известен как «Ред Булл Лейпциг») — немецкий профессиональный футбольный клуб, базирующийся в Лейпциге. Клуб был основан в 2009 году по инициативе компании «Red Bull GmbH», которая приобрела права на команду пятого дивизиона «Маркранштедт» с намерением в течение восьми лет вывести новый клуб в высшую лигу Бундеслиги. Мужской профессиональный футбольный клуб находится под управлением дочерней организацией «RasenBallsport Leipzig GmbH». «РБ Лейпциг» проводит свои домашние матчи на стадионе «Ред Булл Арена».
В своём первом сезоне в 2009/10 году «РБ Лейпциг» доминировал в Оберлиге «Юг» и стал чемпионом в Региональной лиге «Север». В сезоне 2012/13 «РБ Лейпциг» выиграл сезон Региональной лиги «Северо-Восток» без единого поражения и был переведён в 3-ю Лигу, а в сезоне 2013/14 Третьей лиги клуб занял второе место и был переведён в вторую Бундеслигу, став первой командой с момента введения Третьей лиги, которая выиграла повышение после всего одного сезона.
12 мая 2016 года «РБ Лейпциг» обеспечил себе выход в Бундеслигу в сезоне 2016/17, победив «Карлсруэ» со счётом 2:0. Год спустя «РБ Лейпциг» получил место в Лиге чемпионов УЕФА 2017/18, заняв второе место в Бундеслиге. 18 августа 2020 года клуб вошёл в историю, впервые приняв участие в полуфинале Лиги чемпионов, проиграв французскому «Пари Сен-Жермен».
Впервые клуб из Лейпцига выиграл Кубок Германии по футболу в сезоне 2021/22 при тренере Доменико Тедеско, а в следующем сезоне — защитил титул обладателя кубка.
Прозвище клуба — «Красные быки» (нем. Die Roten Bullen), поскольку компания по производству энергетических напитков «Red Bull» является единственным инвестором клуба.

## История

### 2006—2009. Переговоры с различными клубами и учредителями
Прежде чем инвестировать в Лейпциг, компания «Red Bull GmbH», возглавляемая совладельцем Дитрихом Матешицем, три с половиной года искала подходящее место для инвестиций в немецкий футбол. Помимо Лейпцига, компания также рассматривала возможность размещения в Западной Германии и изучала такие города, как Гамбург, Мюнхен и Дюссельдорф.
Свою первую попытку выйти на немецкую футбольную сцену компания предприняла в 2006 году. По совету Франца Беккенбауэра, личного друга Дитриха Матешица, компания решила инвестировать в Лейпциг. Местный футбольный клуб «Заксен», преемник бывших чемпионов Восточной Германии «Хеми» (Лейпциг), в течение многих лет испытывал финансовые трудности. «Red Bull GmbH» разработала планы по инвестированию в клуб до 50 миллионов евро. Компания планировала поглощение клуба с изменением цвета команды и названия клуба. В переговорах участвовал кинопредприниматель Михаэль Кёльмель, спонсор «Заксена» и владелец Центрального стадиона. К 2006 году «Заксен» играл в Оберлиге, в то время четвёртом уровне в системе немецких футбольных лиг. Играя в четвёртом эшелоне, клуб должен был пройти процедуру лицензирования Немецкого футбольного союза. «Red Bull GmbH» и клуб были близки к заключению сделки, но на планы наложил вето футбольный союз, который отверг предложенное новое название клуба «Ред Булл Заксен Лейпциг» и опасался слишком большого влияния компании. После нескольких месяцев протестов болельщиков против участия «Red Bull», которые переросли в беспорядки, компания официально отказалась от планов.
Затем «Red Bull GmbH» обратилась к Западной Германии. Компания установила контакт с культовым гамбургским клубом «Санкт-Паули», известным своими левыми болельщиками, и встретилась с представителями клуба, чтобы обсудить спонсорскую сделку. Незадолго до этого сторонники «Санкт-Паули» участвовали в акциях протеста против поглощения компанией «Red Bull» клуба «Аустрия Зальцбург». Как только гамбургской стороне стало ясно, что у компании есть планы, выходящие далеко за рамки обычного спонсорства, она немедленно прекратила контакты, и вопрос даже не дошёл до руководства клуба. Затем компания установила контакт с «Мюнхен 1860». Переговоры начались за закрытыми дверями, но клуб не был заинтересован в инвестициях и прекратил контакты.
В 2007 году «Red Bull GmbH» планировала инвестировать в дюссельдорфскую «Фортуну», традиционный клуб с более чем 100-летней историей. Планы стали достоянием общественности, и стало известно, что компания хотела приобрести более 50 % акций. Ходили слухи, что компания хочет переименовать клуб в «Ред Булл Дюссельдорф» или что-то подобное. Эти планы были немедленно встречены бурными протестами болельщиков клуба. Как и в случае с «Заксен», планы также столкнулись с юридическими трудностями: устав Немецкого футбольного союза не позволял менять название клуба в рекламных целях или внешнему инвестору получать большинство голосов. В конце концов, планы были решительно отвергнуты членами клуба. Компания вернулась в бывшую Восточную Германию.
Лейпциг считался наиболее благоприятным местом для инвестиций. Потенциал для создания нового клуба в Лейпциге казался огромным. У города была богатая история в футболе: он был местом встречи для основания футбольного союза и домом для первых чемпионов Германии «Лейпцига». Во времена ГДР местные команды, такие как «Локомотив» и его соперник, «Хеми», играли на самом высоком уровне системы восточногерманских футбольных лиг и даже на международном уровне. Однако текущее состояние футбола было плачевным. Ни одна команда из города не играла в Бундеслиге с 1994 года, и ни одна команда не играла в профессиональной лиге с 1998 года. Две лучшие команды скоро будут играть в Оберлиге, а местный футбол страдал от беспорядков фанатов. Город жаждал футбола высшего уровня. Население Лейпцига составляло более 500 000 жителей. Таким образом, город обладал значительной экономической мощью и фанатским потенциалом. В то же время, на большой территории от города не было клубов Бундеслиги, что ещё больше усиливало возможность привлечения спонсоров и болельщиков.
В Лейпциге также можно было найти образцовую инфраструктуру. В городе был большой аэропорт, автострады и, что самое важное, большой современный футбольный стадион. «Центральный» — бывший стадион чемпионата мира по футболу 2006 года и второй по величине футбольный стадион на востоке Германии после «Олимпийского стадиона» в Берлине.
Инвестиции в клуб, играющий в одном из высших дивизионов Германии, были бы дорогостоящим делом. Из предыдущего опыта компания знала, что существующие традиции такого клуба будут недостатком. Она также знала, что инвестиции в клуб, играющий в одном из высших дивизионов, могут столкнуться с юридическими трудностями. Такие инвестиции были бы рискованными. Вместо этого компания пришла к выводу, что лучшим вариантом для инвестиций будет вновь созданный клуб, предназначенный для компании. В начале 2009 года «Red Bull GmbH» связалась с Саксонским футбольным союзом, чтобы узнать о процедуре создания нового клуба в Саксонии.
Новому клубу нужны были команды и право на игру. Если бы он не приобрёл право на игру у другого клуба, ему пришлось бы начать играть в лиге низшего уровня, Kreisklasse. Компания искала клуб, играющий в Оберлиге, с 2008 года являющейся пятым уровнем в системе футбольных лиг Германии и, следовательно, больше не подпадающей под систему лицензирования футбольным союзом. По предложению Михаэля Кельмеля компания нашла «Маркранштедт», небольшой клуб из деревни в тринадцати километрах к западу от Лейпцига. Клуб положительно отнёсся к партнёрству с международной компанией. Его председатель Хольгер Нуссбаум хотел обеспечить долгосрочное финансирование клуба и разработал план по привлечению «Red Bull GmbH». Хольгер Нуссбаум представил свой план Михаэлю Кельмелю, который увидел свой шанс и решил присоединиться. При содействии Михаэля Кельмеля «Red Bull GmbH» начала переговоры с «Маркранштедтом». Всего через пять недель после первого контакта клуб согласился продать своё право на участие в Оберлиге «Red Bull GmbH». Стоимость не разглашалась, но считается, что «Маркранштедт» получил компенсацию в размере 350 000 евро.
«Клуб по игре с мячом на газоне Лейпциг» был основан 19 мая 2009 года. Все семь учредителей были либо сотрудниками, либо агентами «Red Bull GmbH» . Андреас Садло был избран председателем, а Йоахим Круг был нанят в качестве спортивного директора. Андреас Садло был известным агентом футболистов, работавшим в агентстве «Stars & Friends». Чтобы избежать будущих возражений со стороны Немецкого футбольного союза, он ушёл с поста агента игроков, прежде чем занять должность председателя. Устав футбольного союза не позволял агенту игрока участвовать в операционных делах клуба. Йоахим Круг ранее работал тренером и менеджером в клубе «Рот-Вайсс», который к тому времени был известен как «ЛР Ален» и спонсировался производителем косметики «LR International».
«РБ Лейпциг» стал пятым футбольным клубом в спортивном портфеле «Red Bull», после «Ред Булл Зальцбург» в Австрии, «Нью-Йорк Ред Буллз» в США, «Ред Булл Бразил» в Бразилии и «Ред Булл Гана» в Гане. В отличие от предыдущих клубов, «РБ Лейпциг» не носил фирменного названия. Устав Немецкого футбольного союза не позволял включать корпоративное название в название клуба. Вместо этого клуб принял необычное название (нем. RasenBallsport), что буквально означает «Спорт с мячом на траве». Но благодаря использованию инициалов «РБ», которые соответствуют инициалам компании, фирменный стиль всё же можно было распознать.
«РБ Лейпциг» начал с сотрудничества с командой пятого дивизиона «Маркранштедт». Это партнёрство означало, что «Маркранштедт» обеспечит первоначальное ядро «РБ Лейпциг», как основу для его прыжка в немецкий футбол. «РБ Лейпциг» приобрёл у «Маркранштедт» право играть в Оберлиге, три лучшие мужские команды и старшую мужскую команду. Первая команда была полностью поглощена, с её тренировочным штабом и главным тренером Тино Фогелем, сыном бывшей легенды восточногерманского футбола Эберхарда Фогеля.
Передача права на игру в Оберлиге должна была быть одобрена Северо-восточным футбольным союзом Германии. «РБ Лейпциг» должен был получить как минимум четыре юношеские команды, включая юношескую команду А, чтобы окончательно получить право на игру. «Маркранштедт» сохранил своё юношеское отделение, а у «РБ Лейпциг» не было юношеских команд. Поэтому компания «Red Bull GmbH» обратилась к «Заксену». Клуб снова испытывал финансовые трудности и не мог больше финансировать свой молодёжный отдел. 13 июня 2009 года Северо-восточный футбольный союз одобрил передачу права на игру, и «РБ Лейпциг» получил один год на то, чтобы доукомплектовать свои юношеские команды. Затем клуб приобрёл четыре юношеские команды у «Заксена». На приобретении настоял Футбольный союз Саксонии, чтобы предотвратить миграцию талантов.
«РБ Лейпциг» будет играть свой первый сезон в Оберлиге на стадионе «Штадион ам Бад» в Маркранштедте. Стадион вмещал 5 000 зрителей и был традиционным домашним полем команды «Маркранштедт». Однако планировалось, что первая команда быстро переедет на более просторный стадион «Центральный», в 2010 году, после выхода в Регионаллигу. Стадион принадлежал Михаэлю Кельмелю. Он был знаком с «Red Bull GmbH» в течение многих лет и помогал в создании «РБ Лейпциг» в качестве партнёра по переговорам. Михаэль Кёльмель ранее сам участвовал в местном футболе, будучи спонсором «Заксена». Он стремился найти сильного арендатора для стадиона, на котором «Заксен» в последний раз играл в Регионаллиге за закрытыми дверями. Переговоры между «Red Bull GmbH» и Михаэлем Кельмелем начались непосредственно при основании клуба. В июне 2009 года «Red Bull GmbH» зарезервировала право на название стадиона, что означало, что название не может быть продано никому другому.
При основании «РБ Лейпциг» поставил перед собой цель играть в футбол первого дивизиона Бундеслиги в течение восьми лет. Следуя модели, ранее разработанной «Red Bull GmbH» в Австрии и США, клуб должен был возникнуть и быстро подняться по дивизионам. Было предсказано, что «Red Bull GmbH» инвестирует в клуб 100 миллионов евро в течение десяти лет, а Дитрих Матешиц открыто говорил о возможности выиграть чемпионат Германии в долгосрочной перспективе. Последней командой из Лейпцига, которой удалось это сделать, был «Лейпциг» в 1903 году.

### 2009—2012. Восхождение через дивизионы
После того как некоторые ранее запланированные игры пришлось отменить по соображениям безопасности, «РБ Лейпциг» провёл свой первый матч 10 июля 2009 года, товарищеский матч против клуба Ландеслиги «Банневитц». Матч проходил на стадионе «Штадион ам Бад» в Маркранштедте и закончился со счётом 5:0 в пользу «РБ Лейпциг». Клуб провёл свой первый соревновательный матч 31 июля 2009 года в первом раунде Кубка Саксонии против «Блау-Вайсс Лейпциг». После смены сторон «РБ Лейпциг» играл как хозяева поля и выиграл матч со счётом 5:0. Затем клуб сыграл свой первый матч в лиге на выезде против «Карл Цейсс II» 8 августа 2009 года. Матч закончился со счётом 1:1.
В ходе дальнейшего хода сезона «РБ Лейпциг» потерпел первое поражение 13 сентября 2009 года в матче против «Будисса Баутцен». Несмотря на небольшие неудачи, клубу все же удалось завоевать титул Осеннего чемпиона, заняв первое место по итогам первой половины сезона 2009/10. Во второй половине сезона команда вернулась ещё более сильной, подписав опытного полузащитника и игрока второй Бундеслиги Тимо Роста из «Энерги» в январе 2010 года.[51] Команда сумела занять первое место в Оберлиге «Юг» сезона 2009/10 по итогам 25-го тура, тем самым получив повышение в Региональную лигу «Север» 2010/11. Команда закончила сезон с впечатляющей разницей мячей 74-17, потерпев всего два поражения. Право на участие в Регионаллиге было предоставлено Немецким футбольным союзом 4 мая 2010 года. «РБ Лейпциг» нацелился на место в Кубке Германии 2010/11, которое должно было быть завоёвано победой в Кубке Саксонии 2009/10. Команда дошла до четвертьфинала Кубка Саксонии, но выбыла из розыгрыша после поражения 13 ноября 2009 года от «Цвиккау».
Действующий председатель совета директоров Андреас Зальдо покинул клуб в январе 2010 года, а его место занял бывший спортивный директор «Гамбурга» и действующий спортивный директор по общим футбольным обязательствам «Ред Булл» Дитмар Байерсдорфер. Через день после последнего матча сезона 2009/10 Байерсдорфер освободил от занимаемых должностей главного тренера Тино Фогеля, помощника тренера Ларса Вайсенбергера и спортивного директора Йоахима Круга. Это было сделано после того, как владелец «Red Bull» Дитрих Матешиц объявил об изменении стратегии. Согласно новой стратегии, «РБ Лейпциг» должен был стать ключевым проектом в футбольных обязательствах компании, вместо «Ред Булл Зальцбург». Томаш Орал был объявлен новым главным тренером 18 июня 2010 года.
| Сезон 2008/09    | Сезон 2009/10  | Сезон 2010/11    |
| ---------------- | -------------- | ---------------- |
| Маркранштедт     | РБ Лейпциг     | РБ Лейпциг       |
|                  | Делич          | РБ Лейпциг II    |
| Маркранштедт II  | РБ Лейпциг II  | Маркранштедт     |
|                  | Делич II       | Делич            |
| Маркранштедт III | РБ Лейпциг III | Маркранштедт II  |
|                  | РБ Лейпциг IV  | Маркранштедт III |

Игроки Кристиан Миттенцвай, Себастьян Хаук, Штефан Шуманн, Тони Юрашек и Михаэль Лерхл не получили новых контрактов на следующий сезон Регионаллиги, а игроки Франк Рэбш, Ронни Куят и ещё два игрока завершили карьеру.
Перед вступлением в Регионаллигу в клубе произошли два значительных изменения. Клуб вернул вторую, третью и четвёртую команды в «Маркранштедт». Чтобы заменить резервную команду, клуб принял первую команду «Делич» в качестве своей резервной команды и купил её право играть в Безиркслиге Лейпцига. Первая команда переехала из «Штадион ам Бад» в Маркранштедте, чтобы сделать «Центральный» в Лейпциге своей новой домашней ареной. Бывшее место проведения чемпионата мира по футболу 2006 года было одновременно переименовано в «Ред Булл Арену». Открытие «Ред Булл Арены» было отпраздновано 24 июля 2010 года товарищеским матчем против вице-чемпионов Германии «Шальке 04» перед 21 566 зрителями. Матч закончился поражением «РБ Лейпциг» со счётом 1:2. Первая команда провела свой последний матч на «Штадион ам Бад» шесть дней спустя, 30 июля 2010 года, товарищеский матч против «Герты», который закончился победой «РБ Лейпциг» со счётом 2:1.
Сезон Регионаллиги 2010/11 начался с серии ничьих, первая из которых состоялась 6 августа 2010 года против берлинского «Тюркиемспора» перед 4 028 зрителями на стадионе «Ред Булл Арена». Первая победа пришла в 4-м туре, в выездном матче против «Хольштайн Киль», который закончился со счётом 1:2 в пользу «РБ Лейпциг». Первая домашняя победа пришла сразу после этого, в 5-м туре, в матче против «Магдебурга», который закончился со счётом 2:1 в пользу «РБ Лейпциг». После умеренного начала сезона клуб оказался в погоне за «Кемницером», который считался возможным кандидатом на повышение. В конце года «РБ Лейпциг» подтвердил свои амбиции на повышение в классе, подписав бразильского полузащитника Тьяго Рокенбаха. Летом клуб подписал нападающего Карстена Каммлотта, который считался перспективным молодым талантом, и опытного защитника Тима Себастьяна, родившегося в Лейпциге.
Свой первый сезон в Регионаллиге клуб закончил на 4-м месте, пропустив повышение в классе. Однако под руководством тренера Томаша Орала клубу удалось выиграть Кубок Саксонии 2010/11, победив в финале 1 июня 2011 года «Кемницер» со счётом 1:0 на глазах у 13 958 зрителей на стадионе «Ред Булл Арена». Выиграв Кубок Саксонии 2010/11, клуб завоевал свой первый титул в истории клуба. Он также квалифицировался для участия в Кубке Германии 2011/12. Поскольку во второй половине сезона 2010/11 клуб пропустил повышение в классе, 4 мая 2011 года новым главным тренером на сезон 2011/12 был объявлен Петер Пакульт из венского «Рапида». Почти одновременно клуб объявил, что спортивный директор Томас Линке был освобождён от своей должности, проработав всего 10 недель, с февраля 2011 года. Различные СМИ заподозрили связь между подписанием Пакульта и уходом Линке.
Также команду покинули несколько игроков, среди которых были Ларс Мюллер, Свен Нойхаус, Томас Клязенер и Нико Фроммер, все участники предыдущего финала Кубка Саксонии. С Даниэлем Розином, Тимо Ростом и Бенджамином Беллотом в команде на сезон 2011/12 регионаллиги остались только три игрока из бывшей команды Оберлиги, а четвёртым из этих игроков остался бывший игрок сборной Германии Инго Херцш. Херцш завершил свою профессиональную карьеру после сезона 2010/11, но продолжил карьеру в резервной команде «РБ Лейпциг II» и в коммерческой компании «РБ Лейпциг». 29 июля 2011 года «РБ Лейпциг» дебютировал в Кубке Германии перед 31 212 зрителями на стадионе «Ред Булл Арена». Команде удалось выбить клуб Бундеслиги «Вольфсбург» из первого раунда Кубка, победив его со счётом 3:2 после хет-трика Даниэля Франа. Команда выбыла в следующем раунде, потерпев поражение от «Аугсбурга» со счётом 0:1. В сезоне 2011/12 Регионаллиги была одержана самая крупная победа в истории клуба, когда 19 февраля 2012 года «РБ Лейпциг» разгромил «Вильгельмсхафен» со счётом 8:2. После решающей ничьей 2:2 с «Вольфсбургом II» в 33-м туре клуб во второй раз пропустил повышение в Регионаллиге, закончив сезон на 3-м месте.

### 2012—2019. Эпоха Рангника — от Региональной лиги до Лиги чемпионов
Сезон 2012/13 в реформированной регионаллиге «Северо-Восток» начался с серьёзных кадровых изменений. Бывший главный тренер «Шальке 04» Ральф Рангник был назначен новым спортивным директором. Одновременно с его приходом он заменил главного тренера Петера Пакульта на бывшего тренера «Зонненхоф Гроссаспах» Александра Цорнигера. Рангник подписал Доминика Кайзера, которого он знал по их совместной работе в «Хоффенхайме», Клеменса Фандриха («Энерги»), Юри Юдта («Нюрнберг») и вратаря Фабио Кольторти («Лозанна»).
| Сезон | Лига                   | Место | Мячи  | Очки | Кубок        | Зрители-Ø |
| --- | ---------------------- | ----- | ----- | ---- | ------------ | --------- |
| 2012/13 | «Северо-Восток» (IV)   | 1     | 65:22 | 72   | -            | 07,563    |
| 2013/14 | Третья лига (III)      | 2     | 65:34 | 79   | Первый раунд | 16,735    |
| 2014/15 | Вторая Бундеслига (II) | 5     | 39:31 | 50   | 1/8 финала   | 25,026    |
| 2015/16 | Вторая Бундеслига (II) | 2     | 54:32 | 67   | Второй раунд | 29,441    |
| 2016/17 | Бундеслига (I)         | 2     | 66:39 | 67   | Первый раунд | 41,07     |
| 2017/18 | Бундеслига (I)         | 6     | 57:53 | 53   | Второй раунд | 39,397    |
| 2018/19 | Бундеслига (I)         | 3     | 63:29 | 66   | Финал        | 38,380    |
| зелёный фон: Повышение выделены жёлтым цветом: Квалификация Лиги чемпионов выделены серым цветом: Квалификация Лиги Европы |                        |       |       |      |              |           |

Сезон оказался более успешным, чем два предыдущих. Клуб выиграл титул Осеннего чемпиона за два игровых дня до конца первой половины сезона, победив на выезде «Цвиккау» со счётом 1:0. Затем команда заняла первое место в Региональной лиге Нордост 2012/13 в 18-м туре, после того как клуб «Карл Цейсс», занимавший второе место, проиграл матч против «Берлинер АК 07» 7 мая 2013 года и, как следствие, уже не смог обогнать «РБ».
Кубок Саксонии 2012/13 стал ещё одним успехом. Клуб вышел в финал во второй раз в истории клуба, и, как и в 2011 году, соперником был «Кемницер». Команда победила в финале 15 мая 2013 года со счётом 4:2 на глазах у 16 864 зрителей на стадионе «Ред Булл Арена». Количество зрителей установило новый рекорд для финала Кубка Саксонии, побив предыдущий рекорд 2011 года. Выиграв Кубок Саксонии 2012/13, клуб также получил право участвовать в Кубке Германии 2013/14.
Как победитель региональнальной лиги «Северо-Восток» 2012/13, «РБ Лейпциг» получил место в квалификации в Третью лигу. Клуб был определён в соперники «Шпортфройнде» из региональной лиги «Запад». «РБ Лейпциг» выиграл первый матч 29 мая 2013 года со счётом 2:0. Матч проходил на стадионе «Ред Булл Арена» в присутствии 30 104 зрителей, что стало новым рекордом для матчей 4-го дивизиона. Ответный матч состоялся 2 июня 2013 года. Основное время матча закончилось со счётом 0:2 в пользу «Шпортфройнде». Далее «РБ Лейпциг» забил ещё по одному голу в каждом тайме дополнительного времени. Этот результат означал, что «РБ Лейпциг», после трёх сезонов, проведённых в Регионаллиге, наконец-то вышел в Третью лигу.

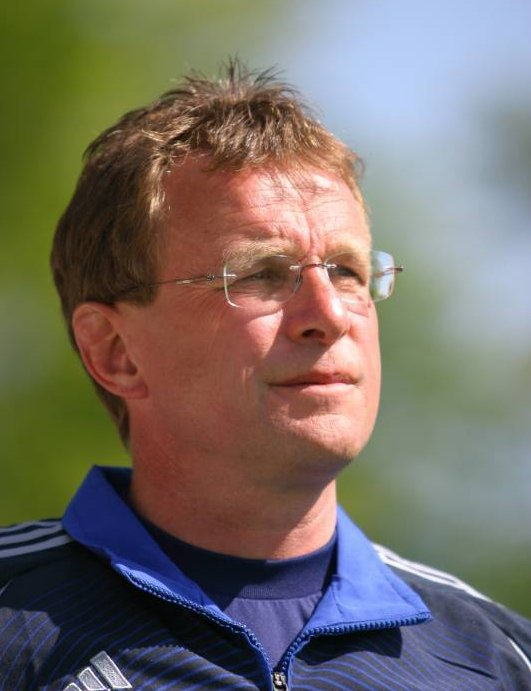
Ральф Рангник за семь лет работы на посту спортивного директора привёл клуб из Регионаллиги в Лигу чемпионов.

Летом клуб подписал Энтони Юнга из «Франкфурта», Тобиаса Виллерса из «Шпортфройнде», Йозуа Киммиха из молодёжной команды «Штутгарта», Андре Люге из «Цвиккау», Кристоса Пападимитриу из АЕК (Афины), Юссуфа Поульсена из «Люнгбю» и Дениса Томалла из «Хоффенхайм». 2 августа 2013 года «РБ Лейпциг» был выбит в первом раунде Кубка Германии 2013/14, проиграв 0:2 «Аугсбургу» на «Ред Булл Арене». Это поражение положило конец годичной серии без поражений в соревновательных матчах.
В сезоне 2013/14 «РБ» впервые в истории клуба выступал в Третьей лиге. Начало сезона 2013/14 в Третьей лиге было более многообещающим. 19 июля 2013 года команда выиграла свой первый матч, против «Галлешера» на выезде, со счётом 1:0 и сохранила непобедимую серию до 31 августа 2013 года, когда команда проиграла 1:2 команде, занявшей первое место, «Веен» на выезде. 5 октября 2013 года «РБ Лейпциг» снова встретился с командой, занявшей первое место. Висбаденский «Веен» уступил своё первое место «Хайденхайму» всего через неделю после поражения от «РБ Лейпциг». «Хайденхайм» будет защищать его до конца сезона. «РБ Лейпциг» обыграл «Хайденхайм» со счётом 2:0 после убедительного выступления на «Войт-Арене» и поднялся на третье место. Во время зимнего перерыва команду покинули игроки Кристос Пападимитриу, Юри Юдт, Карстен Каммлотт и Бастиан Шульц. Взамен к команде присоединились Диего Демме из «Падерборн 07», Федерико Паласиос Мартинес из «Вольфсбурга», Микко Сумусало из «ХИК» и Георг Тайгль из «Ред Булл Зальцбург». После поражения 1 февраля 2014 года в гостях от «Дуйсбург» со счётом 1:2, команда не потерпела ни одного поражения до конца сезона. Возникла захватывающая дуэль с «Дармштадт 98», обе команды боролись за решающее второе место. 19 апреля 2014 года обе команды встретились в 35-м туре. «РБ Лейпциг» вышел победителем, обыграв «Дармштадт 98» со счётом 1:0 на глазах 39 147 зрителей на стадионе «Ред Булл Арена». «РБ Лейпциг» обеспечил себе второе место и прямое продвижение во вторую Бундеслигу двумя неделями позже, обыграв команду, занявшую последнее место, «Саарбрюккен» со счётом 5:1 на почти полностью заполненной «Ред Булл Арене» 3 мая 2014 года. Толпа из 42 713 зрителей установила новый клубный рекорд. В Кубке Саксонии лейпцигская команда была уничтожена в полуфинале клубом «Оберлаузитц Нойгерсдорф», но квалифицировалась в Кубок Германии через лигу.
Закончив сезон на втором месте, «РБ Лейпциг» получил повышение во вторую Бундеслигу и стал первой командой с момента введения Третьей лиги, которая получила повышение во второй дивизион всего через один сезон. После повышения организацией, ответственной за лицензирование, стал уже не футбольный союз, а Немецкая футбольная лига. 22 апреля 2014 года футбольная лига объявила о своём первом решении в процессе лицензирования. «РБ Лейпциг» должен был получить лицензию на сезон второй Бундеслиги 2014/15, но только при определённых условиях. Критика нарастала, что клубу не хватает участия, что управление клубом слишком сосредоточено в руках горстки людей и что клуб недостаточно независим от «Red Bull GmbH». Чтобы обеспечить независимость и улучшить участие, лига установила три требования, которые клуб должен был выполнить, чтобы получить лицензию на сезон. Одним из требований было изменение дизайна герба, так как герб слишком сильно напоминал логотип компании «Red Bull GmbH». Вторым требованием было изменение состава организационных органов клуба. Третьим требованием было снижение членских взносов и открытие ассоциации для новых членов. Немецкий юридический журнал «Legal Tribune Online» оценил все три требования, выдвинутые футбольной лигой, как юридически сомнительные.

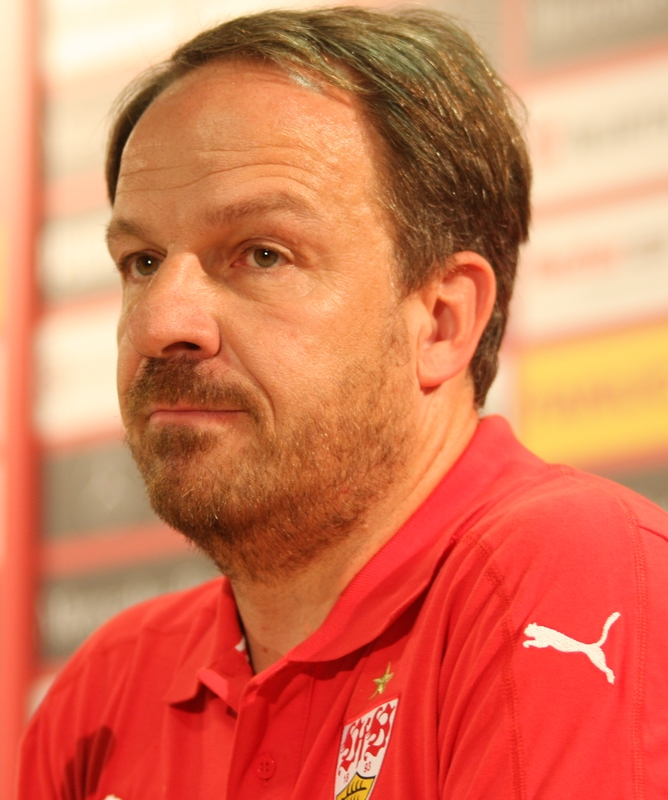
Под руководством Александра Цорнигера команда совершила прорыв из регионаллиги во вторую Бундеслигу.

30 апреля 2014 года «РБ Лейпциг» подал апелляцию. Спортивный директор Ральф Рангник выступил в СМИ и выразил готовность достичь компромисса с лигой, заявив, что важно не то, что написано на майке, а то, что внутри. Апелляция была отклонена вторым решением лиги от 8 мая 2014 года. Владелец «Red Bull GmbH» Дитрих Матешиц выступил в СМИ, открыто критикуя решение футбольной лиги. Он назвал требования «просьбой об обезглавливании» и категорически отказался от ещё одного сезона в Третьей Лиге, в конечном итоге пригрозив завершить проект в Лейпциге, если лицензия не будет выдана. 12 мая 2014 года «РБ Лейпциг» подал вторую апелляцию. Комитет по лицензированию лиги должен был принять решение по второй апелляции 15 мая 2014 года, а окончательное решение — 28 мая 2014 года. Спортивный директор Ральф Рангник подтвердил, что клуб всё ещё ведёт переговоры с футбольной лигой, и выразил оптимизм по поводу лицензии. 15 мая 2014 года было объявлено о компромиссе. Компромисс означал, что клуб должен был изменить дизайн своего герба и обеспечить независимость руководства клуба от «Red Bull».
Перед сезоном 2014/15 годов клуб подписал множество игроков, среди которых Рани Хедира из «Штутгарта», Лукас Клостерман из «Бохума», Марсель Забитцер из «Ред Булл Зальцбург», Терренс Бойд из венского «Рапида» и Массимо Бруно из «Андерлехта». Несколько игроков также покинули команду. Массимо Бруно и Марсель Забитцер были сразу же переданы в аренду «Ред Булл Зальцбург». Фабиан Бредлоу был передан в аренду «Лиферинг», Андре Люге был передан в аренду «Эльверсберг», а Тьяго Рокенбах перешёл в «Герту II» в качестве свободного агента. Летом 2014 года клуб потратил на новых игроков примерно 12 миллионов евро. Эта сумма была достаточно велика, чтобы вывести клуб на 8-е место среди всех клубов Бундеслиги и второй Бундеслиги, потратив таким образом более половины всех клубов первого дивизиона.
Немецкий клуб провёл ряд товарищеских матчей во время предсезонки 2014/15 года. 18 июля 2014 года команда обыграла «Пари Сен-Жермен» со счётом 4:2 на глазах 35 796 зрителей и 150 аккредитованных журналистов на стадионе «Ред Булл Арена». Первый гол забил Терренс Бойд, забив свой второй гол в своём втором матче за свой новый клуб. После матча Терренс Бойд получил майку Златана Ибрагимовича из «ПСЖ». 26 июля 2014 года команда победила «Куинз Парк Рейнджерс» со счётом 2:0 на стадионе «Фройндшафт» в Гере. Оба гола забил Юссуф Поульсен.
Сезон 2014/15 второй Бундеслиги начался с ничьей 0:0 с клубом «Аален» 2 августа 2014 года, затем последовали несколько побед и ещё одна ничья. Первое поражение в лиге произошло в 6-м туре, проиграв 1:2 против «Унион» на стадионе «Ред Булл Арена» 21 сентября 2014 года. После 7-го тура клуб занимал второе место в лиге. В первом раунде Кубка Германии «РБ Лейпциг» сыграл вничью с «Падерборн 07». Команда выиграла матч со счётом 2:1 в дополнительное время на стадионе «Ред Булл Арена» 16 августа 2014 года. Во втором раунде клуб встретился с «Эрцгебирге». Команда выиграла матч со счётом 3:1 в дополнительное время на «Ред Булл Арене» 29 октября 2015 года и впервые в истории клуба вышла в 1/8 финала. Затем 6 октября 2014 года «РБ Лейпциг» выпустил свой собственный клубный журнал «Klub».
После серии разочаровывающих результатов клуб опустился на 7-е место к 13-му туру. 23 ноября 2014 года «РБ Лейпциг» победил «Санкт-Паули» со счётом 4:1 на глазах у 38 660 зрителей на стадионе «Ред Булл Арена». Два гола забил Терренс Бойд, и клуб поднялся на 5-е место. Однако за этим успехом последовала ничья с «Зандхаузеном». 7 декабря 2014 года команда встретилась с командой «Ингольштадт 04», занявшей первое место. «РБ Лейпциг» проиграл 0:1, и этот результат означал, что клуб теперь находится на 8-м месте. «РБ Лейпциг» усилил команду во время зимнего перерыва, подписав Омера Дамари из венской «Аустрии», Эмиля Форсберга из «Мальмё» и игроков Родней и Йорди Рейну из «Ред Булл Зальцбург». Во время зимнего перерыва клуб потратил на новых игроков примерно 10,7 млн евро, что покрыло почти все трансферные расходы за этот период для всей второй Бундеслиги.
6 февраля 2015 года клуб проиграл 2:0 «Эрцгебирге». В результате этого клуб провёл четыре матча без побед и потерял связь с командами, занимающими первые места. В следующий вторник вечером клуб вызвал Александра Цорнингера на собрание, и во вторник вечером клуб принял решение расстаться с ним после окончания сезона. Это решение было принято руководством клуба по согласованию с владельцем «Red Bull GmbH» Дитрихом Матешицем. На следующее утро Александр Цорнигер объявил о своём решении немедленно уйти. Клуб подвергся критике за своё решение. Под руководством Александра Цорнигера клуб поднялся из регионаллиги во вторую Бундеслигу. Некоторые СМИ посчитали это решение безжалостным. Временно исполняющим обязанности главного тренера до конца сезона был объявлен действующий тренер юношеской команды «РБ Лейпциг» Ахим Байерлорцер.

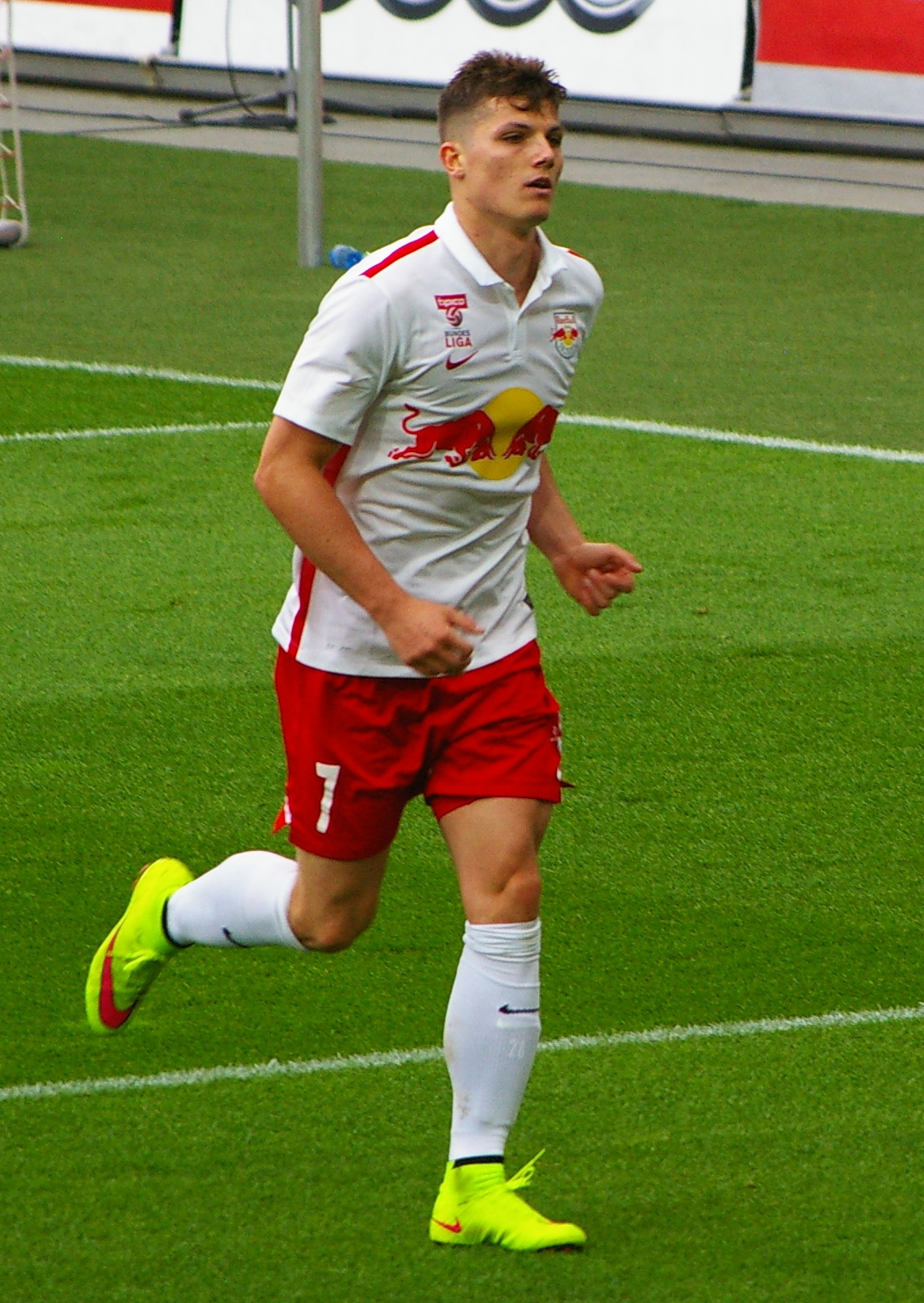
Марсель Забитцер во время матча за «Ред Булл Зальцбург» в мае 2015 года.

5 марта 2015 года «РБ Лейпциг» встретился с «Вольфсбургом» в 1/8 финала Кубка Германии 2014/15. Клуб был выбит после поражения со счётом 2:0 на стадионе «Ред Булл Арена». На матче присутствовало 43 348 зрителей. Это был первый случай в истории клуба, когда билеты на стадион были полностью распроданы. Предпочтительным кандидатом спортивного директора Ральфа Рангника на пост нового главного тренера с лета был бывший тренер «Майнца 05» Томас Тухель, но переговоры с Тухелем провалились. Другим кандидатом был младший тренер леверкузенского «Байера» Саша Левандовски, но и он отклонил предложение. В мае 2015 года спортивный директор Ральф Рангник сам был объявлен новым главным тренером команды с лета, а его помощником стал Ахим Байерлорцер. Планировалось, что Ральф Рангник будет выполнять эту двойную работу в течение одного сезона. «РБ Лейпциг» закончил сезон второй Бундеслиги 2014/15 на пятом месте.
Перед сезоном 2015/16 года «РБ Лейпциг» вложил дополнительные средства в усиление команды, подписав Дэви Зельке из бременского «Вердера», Атынча Нукана из «Бешикташа», Марселя Хальстенберга из «Санкт-Паули» и Вилли Орбана из «Кайзерслаутерн». Зельке был подписан за 8 млн евро, Нукан — за 5 млн евро, а Хальстенберг — за 3 млн евро. Тем временем Йозуа Киммих был продан в «Баварию», а Родней ушёл в «1860 Мюнхен» в качестве свободного агента. «РБ Лейпциг» также совершил трансферы со своим неофициальным партнёрским клубом, «Ред Булл Зальцбург». Как и несколько раз в прошлом, три игрока были подписаны по свободному трансферу, среди них австриец Штефан Ильзанкер. К ним присоединились Массимо Бруно и Марсель Забитцер, вернувшиеся в «РБ Лейпциг» из аренды. Эти трансферы вызвали гнев среди болельщиков «Ред Булл Зальцбург». В течение нескольких лет «Ред Булл Зальцбург» переводил некоторых из своих лучших игроков в «РБ Лейпциг». Фанаты «Ред Булл Зальцбург» во время игры на Кубок Австрии в апреле 2015 года скандировали против «РБ Лейпциг», после того как австрийские СМИ сообщили, что Штефан Ильзанкер может перейти в «Лейпциг» летом.
Подписание Дэви Зельке стало рекордным, он стал самым дорогим игроком в истории второй Бундеслиги. В целом, летом 2015 года клуб потратил на новых игроков около 18,6 млн евро, больше, чем все остальные клубы второй Бундеслиги вместе взятых. Во время предсезонки 2015/16 годов «РБ Лейпциг» обыграл «Саутгемптон» 5:4 в Бишофсхофене 8 июля 2015 года, и «Рубин» 1:0 в Леоганге 12 июля 2015 года. Затем команда победила «Хапоэль Тель-Авив» 3:0 на «Ред Булл Арене» 18 июля 2015 года.
10 августа 2015 года в первом раунде Кубка Германии 2015/16 клуб сыграл вничью с «Оснабрюком». Матч состоялся на «Оснатель-Арене» в Оснабрюке. После того как «Оснабрюк» забил гол на первой минуте, болельщики хозяев устроили такой бурный праздник, что барьеры и защитная сетка частично обрушились, и матч пришлось прервать. Матч был возобновлён, и «Оснабрюк» повёл во втором тайме. На 71-й минуте судья Мартин Петесен получил сильный удар по голове зажигалкой, брошенной с домашней трибуны. Зажигалка была брошена после того, как Петерсен попытался разрешить спор между Дэви Зельке и запасным игроком «Оснабрюка» Михаэлем Хонштедтом, возникший в результате спорной ситуации в штрафной площади «Оснабрюка». Матч снова был прерван, а затем отменён. «РБ Лейпциг» предложил переигровку, но Немецкий футбольный союз решил, что матч должен быть засчитан как проигранный «Оснабрюком» 0:2. «РБ Лейпциг» позже решил отказаться от 20 000 евро из 50 500 евро, которые «Оснабрюк» задолжал клубу за свою долю доходов от матча. «РБ Лейпциг» также разрешил отложить выплату оставшихся 30 500 евро до следующего года.
В разгар европейского кризиса мигрантов в 2015 году и клуб, и сотрудники, и игроки, и болельщики «РБ Лейпциг» продемонстрировали поддержку беженцам. В августе 2015 года клуб пожертвовал 50 000 евро городу Лейпцигу за его работу по оказанию помощи лицам, ищущим убежище. Клуб также продал городу 60 контейнеров из своего тренировочного центра, включая санитарные помещения, чтобы они служили жильём для лиц, ищущих убежища. Первоначально клуб вложил в эти контейнеры около 500 000 евро. Кроме того, клуб стал меценатом инициативы «Добро пожаловать в футбол» (нем. Willkommen im Fußball), предоставляя детям беженцев возможность играть в футбол. Сотрудники и игроки «РБ Лейпциг» собирали и дарили беженцам спортивный инвентарь и личную одежду. Спортивный директор и главный тренер Ральф Рангник также принял участие в пожертвовании, проявив личную заботу об обязательствах, ссылаясь на то, что он сам был ребёнком беженцев. Его родители познакомились в лагере беженцев в Глаухау, отец бежал из Кёнигсберга, а мать из Вроцлава. 11 сентября 2015 года по инициативе болельщиков клуб пригласил беженцев на бесплатный вход на домашний матч с «Падерборном 07». 450 беженцев посетили матч, перед матчем их встретили и проводили 200 болельщиков.

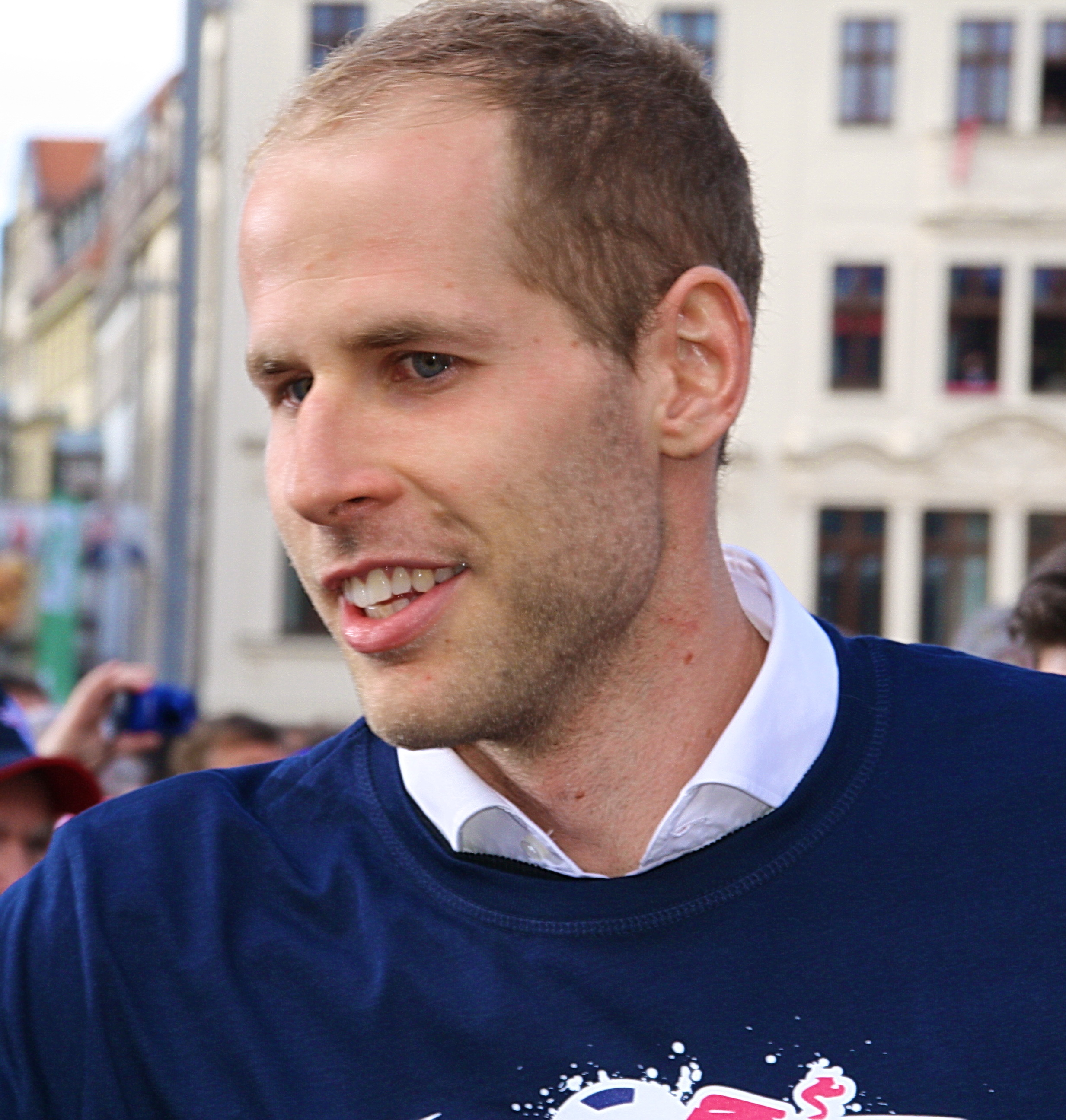
Петер Гулачи на праздновании повышения в Бундеслигу в 2016 году

27 октября 2015 года «РБ Лейпциг» вышел во второй раунд Кубка Германии, но был выбит после поражения 3:0 от сильной команды «Унтерхахинг» из регионаллиги «Бавария». 1 ноября 2015 года после победы над «Зандхаузеном» 2:1 на выезде в 13-м туре «быки» заняли первое место в чемпионате. Однако уже в следующем туре эта позиция была быстро утрачена, команду обошли «Фрайбург» и «Санкт-Паули». Но после серии побед команда вернула себе лидерство. Во время зимнего перерыва «РБ Лейпциг» совершил лишь несколько трансферов. Защитник Тим Себастьян, который играл в команде с 2010 года и одно время был капитаном, ушёл в «Падерборн», а полузащитник Жольт Кальмар — в «Франкфурт».
«РБ Лейпциг» удерживал лидирующую позицию в лиге до 27-го тура, когда он снова уступил «Фрайбургу», после того как 20 марта 2016 года команда потерпела поражение 3:1 в гостях от «Нюрнберга». Теперь команда занимала второе место в лиге, всего на три очка опережая «Нюрнберг», занимавший третье место. Затем «РБ Лейпциг» одержал две победы подряд и увеличил расстояние до шести очков. Но когда до конца сезона осталось всего три матча, расстояние сократилось до четырёх очков. «РБ Лейпциг» окончательно обеспечил себе второе место в чемпионате и прямое повышение в Бундеслигу в 33-м туре, победив «Карлсруэ» 2:0 на глазах у 42 559 зрителей на стадионе «Ред Булл Арена» 8 мая 2016 года. Повышение было отпраздновано вместе с 20 000 болельщиков на Рыночной площади перед Старой ратушей в центре Лейпцига 16 мая 2016 года. Перед началом празднования команду принял мэр Лейпцига Буркхард Юнг.

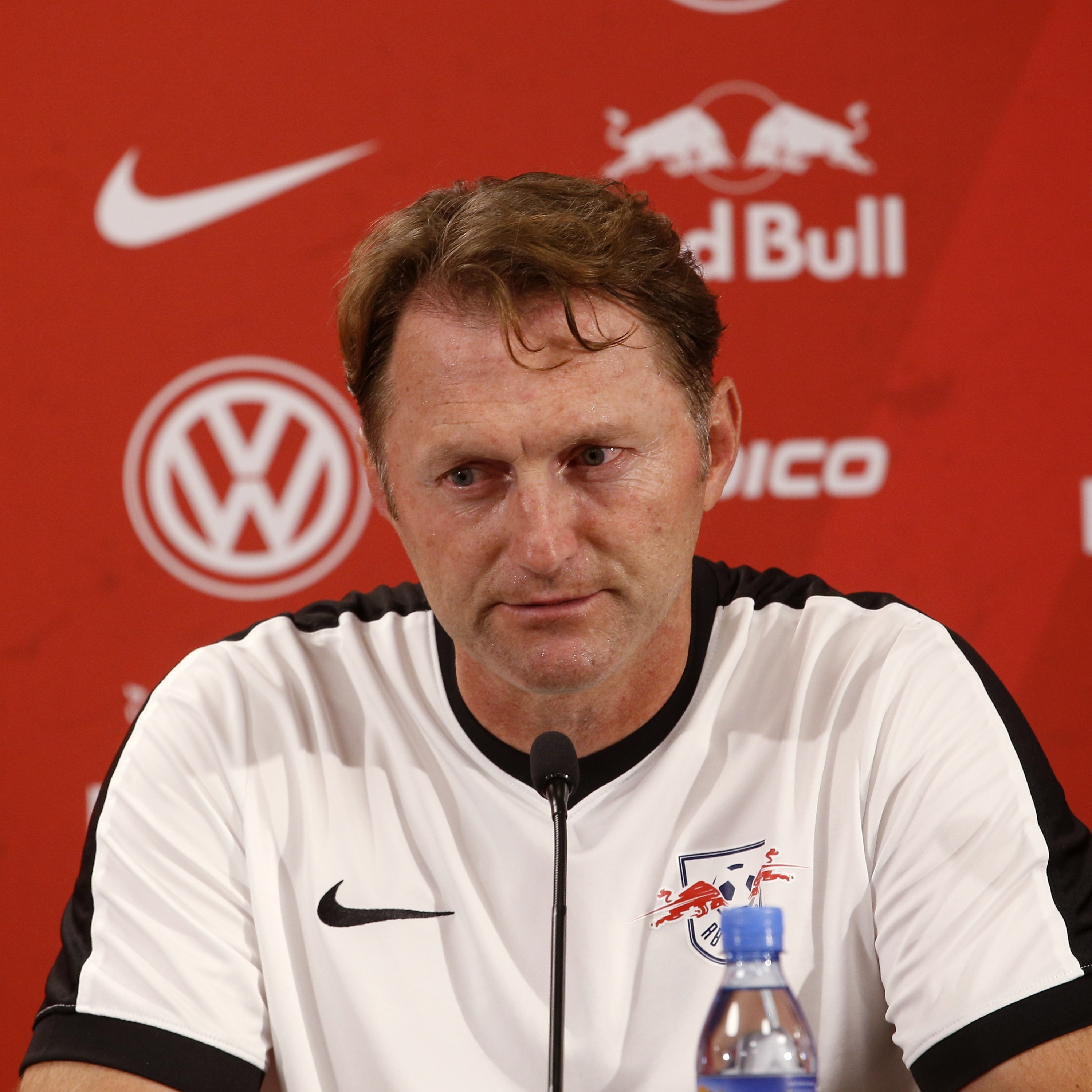
Под руководством Ральфа Хазенхюттля «РБ Лейпциг» впервые квалифицировался в Лигу чемпионов

В конце сезона Ральф Рангник должен был уйти с поста главного тренера, чтобы иметь возможность сосредоточиться на работе в качестве спортивного директора. В течение сезона немецкие СМИ обсуждали несколько потенциальных кандидатов на пост нового главного тренера, включая Маркуса Гисдоля, Сандро Шварца, Жослина Гурвеннека, Рене Вайлера, и, в частности, Маркуса Вайнцирля. 6 мая 2016 года Ральф Хазенхюттль был объявлен новым главным тренером. Ральф Хазенхюттль успешно занимал пост главного тренера «Ингольштадт 04» с октября 2013 года, выведя команду из нижней части второй Бундеслиги в Бундеслигу, а также сумев отстоять место в высшем чемпионате в сезоне 2015/16.
До и в начале нового сезона клуб потратил значительно больше денег на отдельных новых игроков, чем когда-либо прежде. Среди новых приобретений были Тимо Вернер («Штутгарт»), Оливер Берк («Ноттингем Форест»), Наби Кейта («Ред Булл Зальцбург») и, во время зимнего перерыва, Дайо Упамекано («Ред Булл Зальцбург»). После выбывания в первом раунде Кубка Германии по пенальти командой второго дивизиона «Динамо» (Дрезден), первый матч Бундеслиги в истории клуба завершился вничью 2:2 с «Хоффенхаймом» 28 августа 2016 года, а капитан команды Доминик Кайзер забил первый гол Бундеслиги в истории клуба. «РБ Лейпциг» остался непобеждённым в первых тринадцати матчах чемпионата сезона 2016/17, побив рекорд самой длинной серии непобед команды, вышедшей в Бундеслигу. Команда завершила 11-й тур на первом месте и стала первой командой из бывшей Восточной Германии, занявшей лидирующую позицию с сезона Бундеслиги 1991/92 годов, когда «Ганза» заняла первое место 31 августа 1991 года и удерживала его в течение трёх дней, уступив после поражения от «Ингольштадт».
15 апреля 2017 года клуб стал первым дебютантом Бундеслиги после объединения Германии, который квалифицировался в европейский турнир после победы 4:0 над «Фрайбургом». Они также стали первой командой из региона бывшей Восточной Германии, которая квалифицировалась в европейский турнир, начиная с «Униона» квалифицировался в Кубок УЕФА 2001/02. Впоследствии «Лейпциг» сумел квалифицироваться в Лигу чемпионов УЕФА 2017/18 года, обыграв «Герту» со счётом 4:1 на «Олимпиаштадионе» 6 мая 2017 года, за два дня до годовщины выхода клуба в Бундеслигу.
В следующем сезоне «Лейпциг» занял 6-е место, а также дошёл до четвертьфинала Лиги Европы УЕФА 2017/18, после того как был переведён из группового этапа Лиги чемпионов УЕФА 2017/18, который закончил на 3-й позиции. 16 мая 2018 года Ральф Хазенхюттль подал в отставку с поста главного тренера, после того как ему было отказано в продлении контракта. Перед началом следующего сезона Рангник был объявлен новым тренером на один год, которого сменит Юлиан Нагельсман к началу сезона 2019/20. «РБ Лейпциг» закончил сезон Бундеслиги 2018/19 на 3-й позиции, набрав 66 очков. Это обеспечило им квалификацию в Лигу чемпионов УЕФА 2019/20 года. Кроме того, благодаря победе над «Гамбургом» 23 апреля 2019 года «РБ Лейпциг» впервые вышел в финал Кубка Германии, где 25 мая встретился с мюнхенской «Баварией». Однако «РБ Лейпциг» потерпел поражение от «Баварии» со счётом 3:0. 1 июня 2019 года Ральф Рангник объявил о своём уходе с поста спортивного директора «РБ Лейпциг» после семи лет работы и перешёл в компанию «Ред Булл» в качестве «руководителя отдела спорта и развития футбола». Его преемником на посту спортивного директора стал Маркус Крёше

### С 2019 года. Настоящее время
Летом 2019 года новым главным тренером стал Юлиан Нагельсман, который уже был нанят в предыдущем году. Штефан Ильзанкер, основной игрок последних пяти лет, покинул клуб. Кристофер Нкунку был одним из новых приобретений. В 10-м туре команда превзошла свой рекордный выигрыш предыдущего сезона, победив со счётом 8:0 «Майнц 05». Первую половину сезона они завершили в качестве осенних чемпионов, набрав 37 очков. Во время зимнего перерыва Диего Демме («Наполи») покинул клуб после шести лет работы. С другой стороны, руководство клуба усилило состав Дани Ольмо («Динамо Загреб») и Анхелиньо («Манчестер Сити»). Однако, одержав лишь одну победу в первых четырёх матчах второго круга, «РБ Лейпциг» был вынужден отказаться от первого места в таблице. Кроме того, «РБ» выбыл в 1/8 финала Кубка Германии против франкфуртского «Айнтрахта». С середины марта до середины мая 2020 года сезон пришлось прервать из-за пандемии COVID-19. После повторного старта в 26-м туре команда до конца сезона проиграла лишь однажды занявшей второе место дортмундской «Боруссии» и завершила сезон на третьем месте с 66 очками. В Лиге чемпионов они стали победителями в группе с «Олимпик Лион», «Зенитом» из Санкт-Петербурга и лиссабонской «Бенфикой» и вышли в четвертьфинал, одолев «Тоттенхэм Хотспур». В связи с пандемией COVID-19 в августе 2020 года в Лиссабоне был проведён финальный турнир, в котором, начиная с четвертьфинала, проводился только один матч на выбывание. «Лейпциг» вышел в полуфинал через «Атлетико Мадрид», где был уничтожен «Пари Сен-Жермен» (0:3).

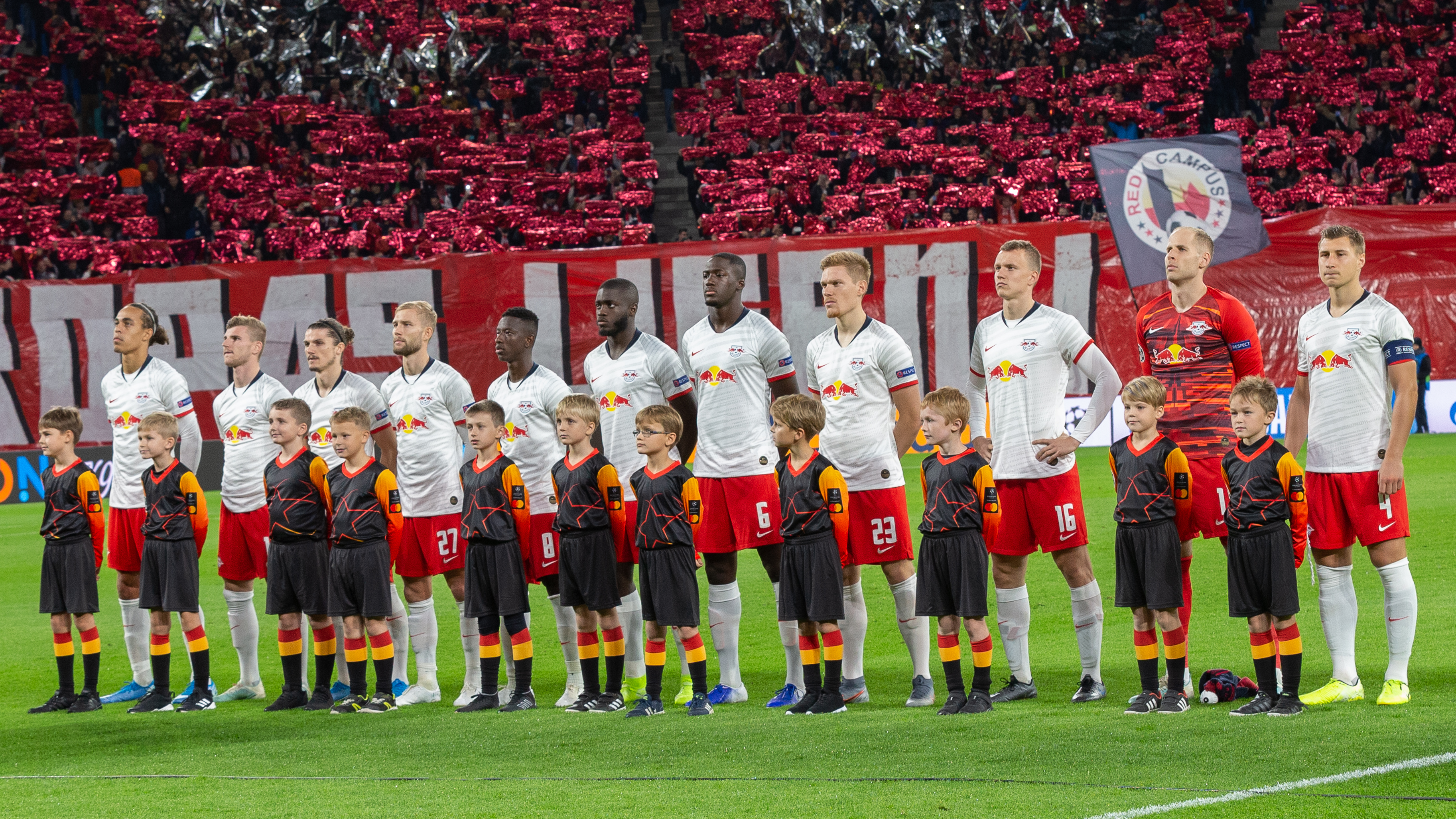
«РБ Лейпциг» в Лиге чемпионов УЕФА

В сезоне 2020/21 Тимо Вернер, второй лучший бомбардир Бундеслиги в предыдущем сезоне с 28 голами и рекордный бомбардир клуба на тот момент с 95 голами, покинул «Лейпциг» ради «Челси». На его место был подписан Александр Сёрлот («Кристал Пэлас»), а состав команды также был усилен, в частности, игроками Беньямином Хенриксом и Джастином Клюйвертом. Первая половина сезона была спокойной и последовательной. За кратковременным пребыванием на вершине таблицы с 3-го по 5-й день последовало закрепление в первой тройке таблицы. Первую половину сезона команда закончила с 35 очками, отставая на четыре очка от «Бавария». После немного более слабой второй половины сезона «РБ» закончил сезон с 65 очками, отстав на 13 очков от «Баварии», занявшей второе место. В Лиге чемпионов команда обыграла «Манчестер Юнайтед», а также «Истанбул Башакшехир» и вслед за «Пари Сен-Жермен» вышла в плей-офф. Там «РБ Лейпциг» не смог победить «Ливерпуль», причём оба матча пришлось проводить на стадионе «Пушкаш Арена» в Будапеште из-за ограничений на въезд во время пандемии короны. В Кубке Германии они во второй раз с 2019 года вышли в финал, уступив дортмундской «Боруссии».
На сезон 2021/22 Юлиан Нагельсманн перешёл в «Бавария». Его преемником стал Джесси Марш, который был сотренером Рангника в сезоне 2018/19 и был принят на работу в «Ред Булл Зальцбург». Спортивный директор Крёше уже покинул клуб на заключительном этапе предсезонки, чтобы присоединиться к франкфуртскому «Айнтрахту».

## Атрибутика
| Период     | Поставщик формы | Титульный спонсор |
| ---------- | --------------- | ----------------- |
| 2009—2014  | Adidas          | Red Bull          |
| 2014—2024  | Nike            | Red Bull          |
| 2024—н. в. | Puma            | Red Bull          |

### Клубные цвета и эмблема
«РБ Лейпциг» был непосредственно[уточнить] настроен играть в традиционных красно-белых цветах футбольных команд «Red Bull». Все эмблемы, предложенные при создании клуба, были отвергнуты Саксонским футбольным союзом, так как они считались копиями корпоративного логотипа «Red Bull GmbH». Поэтому команда провела свой первый сезон в 2009/10 годах без эмблемы. Позже «РБ Лейпциг» предложил новую эмблему, который[кто?] был принят футбольным союзом в мае 2010 года. Эмблема немного отличался от эмблем других футбольных команд «Red Bull». Форма двух быков была изменена и добавлено несколько штрихов. Эмблема использовалась с сезона Регионаллиги 2010/11 до конца сезона Третьей лиги 2013/14. Однако она была отклонена Немецкой футбольной лигой во время процедуры получения лицензии на сезон второй Бундеслиги 2014/15.
В рамках компромисса с лигой клуб согласился изменить дизайн своего герба и представил нынешнюю эмблему. Она значительно отличалась от других футбольных команд «Ред Булл», хотя она идентична модифицированной эмблеме, используемой «Ред Булл Зальцбургом» для международных матчей и в соответствии с правилами УЕФА. Жёлтое солнце было заменено на футбольный мяч, а инициалы[уточнить] «RasenBallsport» были перенесены в нижнюю часть герба и больше не выделяются красным цветом.

### Форма

#### Домашняя
| 2009/10 | 2010/11 | 2011/12 | 2012/13 | 2013/14 | 2014/15 | 2015/16 | 2016/17 | 2017/18 | 2018/19 | 2019/20 |
| 2020/21 | 2021/22 | 2022/23 | 2023/24 | 2024/25 | 2025/26 |         |         |         |         |         |

#### Гостевая
| 2009/10 | 2010/11 | 2011/12 | 2012/13 | 2013/14 | 2014/15 | 2015/16 | 2016/17 | 2017/18 | 2018/19 | 2019/20 |
| 2020/21 | 2021/22 | 2022/23 | 2023/24 | 2024/25 | 2025/26 |         |         |         |         |         |

#### Резервная
| 2014/15 | 2015/16 | 2017/18 | 2018/19 | 2019/20 | 2020/21 | 2021/22 | 2022/23 | 2023/24 | 2024/25 | 2025/26 |

##### Остальные
| 2019/20 | 2020/21 | 2021/22 | 2023/24 | 2024/25 |

Источники:,,

## Стадион

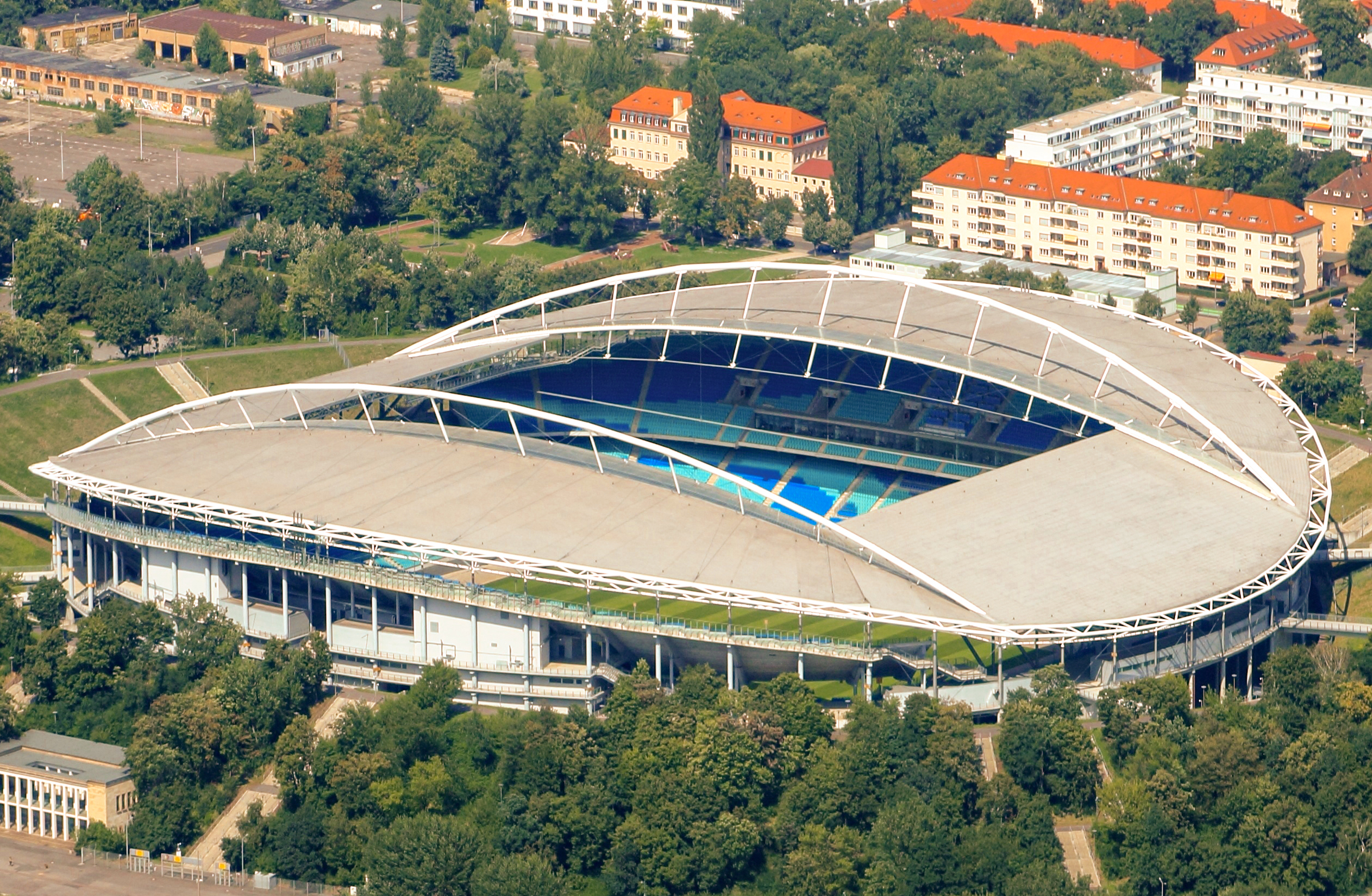
Домашний стадион клуба — «Ред Булл Арена»

«РБ Лейпциг» провёл свой первый сезон в 2009—10 годах на стадионе «Штадион ам Бад» в Маркранштедте. Стадион вмещал 5 000 зрителей и был традиционным домашним полем команды «Маркранштедт». Однако планировалось, что первая команда быстро переедет на более просторный стадион «Центральный», в 2010 году, после выхода в Регионаллигу. «Red Bull GmbH» зарезервировала право на название стадиона при основании клуба, что означало, что название не может быть продано никому другому. Компания вела переговоры о приобретении права на название во время успешного сезона 2009/10, и предложенное новое название было одобрено администрацией Лейпцига 25 марта 2010 года. Затем «Red Bull GmbH» приобрела право на название, и 1 июля 2010 года стадион «Zentralstadion» был переименован в «Ред Булл Арену». Контракт действует до 2040 года. Торжественное открытие стадиона состоялось 24 июля 2010 года в товарищеском матче против «Шальке 04», перед 21 566 зрителями.
Вместимость «Ред Булл Арены» в сезоне 2014/15 составляла 44 345 мест. В марте 2015 года «РБ Лейпциг» объявил, что собирается инвестировать 5 миллионов евро в реконструкцию стадиона, включая расширение VIP-зоны, ложи прессы и мест для инвалидных колясок. Также были установлены два новых больших светодиодных табло и отремонтированы помещения для игроков. VIP-зона была расширена с 700 мест до примерно 1400 мест. Перед сезоном 2015/16 вместимость «Ред Булл Арены» была уменьшена до 42 959 мест в связи с перепланировкой различных участков стадиона.
«Ред Булл Арена» — это многоместный стадион, без стоячих мест. Домашние болельщики располагаются в секторе В. Во время общего собрания профсоюза болельщиков в 2014 году собрание выдвинуло требование превратить сектор В в стоячую зону. В то время считалось, что переоборудование сектора B в стоячую зону невозможно по структурным причинам. По состоянию на 2016 год ответа так и не последовало.

### Посещаемость
| Сезон   | Средняя посещаемость |
| ------- | -------------------- |
| 2009/10 | 2,150                |
| 2010/11 | 4,206                |
| 2011/12 | 7,401                |
| 2012/13 | 7,563                |
| 2013/14 | 16,734               |
| 2014/15 | 25,025               |
| 2015-16 | 29,441               |
| 2016-17 | 41,454               |
| 2017-18 | 39,397               |
| 2018-19 | 38,380               |
| 2019-20 | 28,819               |
| 2020-21 | 1,059                |

Победа 29 июля 2011 года над «Вольфсбургом» со счётом 3:2 в первом раунде стала первым выступлением клуба в Кубке Германии 2011/12; 31 212 зрителей установили рекорд посещаемости «Ред Булл Арены». Однако рекорд продержался недолго: 25 октября 2011 года «Лейпциг» потерпел поражение от «Аугсбурга» со счётом 1:0, и эта игра второго раунда DFB-Pokal установила новый рекорд посещаемости — 34 341 зритель.
Последняя домашняя игра сезона 2013/14 Третьей лиги 3 мая 2014 года стала для «РБ Лейпциг» шансом на прямое повышение в вторую Бундеслигу; «Лейпциг» одержал победу дома со счётом 5:1 над «Саарбрюккен» на почти полностью заполненной «Ред Булл Арене», перед рекордными 42 713 зрителями. 43 348 зрителей, наблюдавших за третьим раундом Кубка Германии 2014/15 против «Вольфсбург» 4 марта 2015 года, впервые полностью заполнили «Ред Булл Арену», установив текущий клубный рекорд для матча на «Ред Булл Арене» в 2016 году.
«РБ Лейпциг» имеет два рекорда посещаемости. На финале Кубка Саксонии 2011 года против «Кемницер» 1 июня 2011 года на «Ред Булл Арене» присутствовало 13 958 зрителей. Посещаемость установила новый рекорд для финала Кубка Саксонии. Рекорд был побит два года спустя, снова в финале между «РБ Лейпциг» и «Кемницер». Финал Кубка Саксонии 2013 года против «Хемницер» 15 мая 2013 года на стадионе «Ред Булл Арена» посетили 16 864 зрителя. Второй рекорд посещаемости, принадлежащий «РБ Лейпциг», был установлен в сезоне 2012/13, в квалификации к 3. лиге. 29 мая 2013 года на отборочном матче против «Шпортфройнде» на «Ред Булл Арене» присутствовало 30 104 зрителя. Эта посещаемость установила новый рекорд для матча в четвёртом эшелоне немецкой футбольной лиги.
4 октября 2015 года «РБ Лейпциг» провёл свой сотый матч на «Ред Булл Арене» против «Нюрнберга». На тот момент клуб сообщил, что общая посещаемость матчей на «Ред Булл Арене» составила 1 464 215 зрителей, или в среднем 14 643 зрителя.
Первый домашний матч Бундеслиги был сыгран 10 сентября 2016 года против дортмундской «Боруссии» перед 42 558 зрителями. В своём дебютном сезоне команда в среднем собирала 41 454 зрителя, или 97 % от вместимости стадиона.

### Дальнейшее расширение
В октябре 2014 года немецкие СМИ сообщили, что клуб хочет расширить «Ред Булл Арену» до 55 000 мест для будущей игры в первом дивизионе Бундеслиги. Расширение стадиона до 55 000 мест сделало бы его одним из десяти крупнейших футбольных объектов в Германии. Кто должен был финансировать такое расширение, оставалось неясным. Немецкие СМИ считали возможным вариантом покупку стадиона компанией «Red Bull GmbH» для осуществления инвестиций, но также считалось маловероятным, что нынешний владелец будет готов продать стадион, который только что стал прибыльным.
Ранее клуб зарезервировал территорию возле автострады A14 к северу от Лейпцига, недалеко от аэропорта Лейпциг/Галле, которая могла быть использована для строительства совершенно нового стадиона. Он также может быть использован для оказания давления на нынешнего владельца «Ред Булл Арены», чтобы тот согласился на расширение стадиона. В марте 2015 года немецкие СМИ сообщили, что клуб рассматривает возможность строительства нового стадиона на территории к северу от Лейпцига. Он может быть построен по образцу «Фельтинс-Арены» в Гельзенкирхене или «Эсприт-Арены» в Дюссельдорфе, со значительно большей вместимостью, чем «Ред Булл Арена», возможно, до 80 000 мест.
Нынешний владелец «Ред Булл Арены» Михаэль Кёльмель прокомментировал планы по строительству нового стадиона в интервью в августе 2015 года. Он отметил, что новый стадион на окраине Лейпцига может нанести ущерб культуре болельщиков, и сказал, что «Ред Булл Арена» может быть расширена до 55 000 мест или даже больше.
В октябре 2015 года вопрос о расширении «Ред Булл Арены» вновь встал на повестку дня. Были разработаны новые планы по расширению стадиона до 57 000 мест с привлечением венского архитектора Альберта Виммера. Реконструкция могла бы начаться в летние каникулы 2016 года. В январе 2016 года клуб решил отложить эти планы, по крайней мере, до 2017 года.
В феврале 2016 года немецкая газета «Leipziger Volkszeitung» сообщила, что руководство клуба вновь рассматривает возможность строительства нового стадиона вместимостью 80 000 мест к северу от Лейпцига. Однако необходимым условием для реализации такого проекта было бы значительное и устойчивое превышение спроса на билеты над предложением мест на «Ред Булл Арене». Переезд на новый стадион может быть возможен в 2020 году, когда истечёт срок действия текущего контракта клуба на аренду «Ред Булл Арены».
В декабре 2016 года «РБ Лейпциг» предложил, что стадион будет продан бывшим владельцем Михаэлем Кельмелем клубу для продолжения планов из программы 2015 года. В связи с переходом арены в собственность «Ред Булл», строительство нового стадиона не будет продолжено. Летом 2021 года стадион будет расширен до 53 840 мест, начиная с ноября 2018 года, когда начнутся строительные работы.

### Тренировочный центр
В 2010 году «Ред Булл» объявил о своём намерении надолго обосноваться в Лейпциге. В связи с этим клуб искал место для размещения тренировочного центра и молодёжной академии. К концу года клуб озвучил конкретные планы по инвестированию 30 миллионов евро в тренировочный центр, включающий шесть полей, офисы и молодёжную академию. Тренировочный центр должен был располагаться в Коттавеге, частично на территории охраняемого естественным образом тугайного леса и места проведения традиционной ярмарки. Планы встретили возражения и опасения со стороны экологических организаций и нынешних пользователей территории — ярмарочной ассоциации Лейпцига и футбольного клуба «Шёнау 1983». После переговоров 15 декабря 2010 года город Лейпциг согласился с планами. «РБ Лейпциг» и город Лейпциг позже объявили, что клуб собирается инвестировать в территорию площадью 92 000 м².

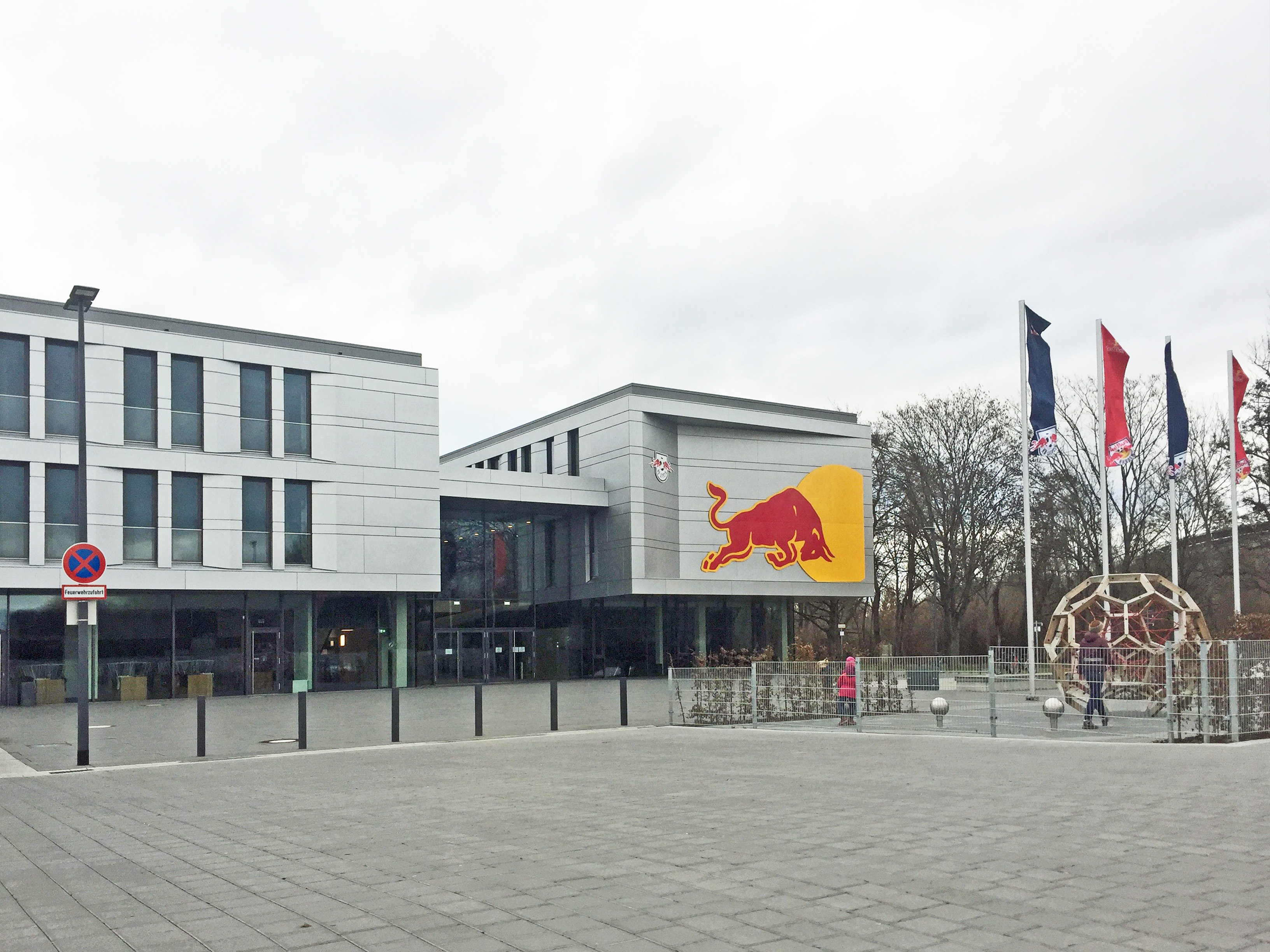
Вход в тренировочный центр «РБ Лейпциг» в Коттавеге.

Строительство должно было проходить в два этапа и началось в марте 2011 года. На первом этапе были построены три поля с натуральным покрытием, одно поле с искусственным покрытием и искусственный холм для физических упражнений. На всех четырёх полях были установлены прожекторы, система орошения и подогрева почвы. Первое поле также было оборудовано четырьмя 38-метровыми мачтами, на которых были установлены осветительные приборы, совместимые с HD, для оптимальных телевизионных трансляций. Раздевалки, санитарные помещения и весовые комнаты были установлены в 60 контейнерах общей площадью 720 м². Первая секция тренировочного центра была открыта в августе 2011 года.
Второй этап строительства начался в январе 2014 года. В планах второго этапа было создание одного из крупнейших тренировочных центров Германии, стоимость которого оценивалась в 35 миллионов евро. В проекте принимал участие архитектор из Дортмунда Кристоф Хельбих, который ранее участвовал в строительстве нового тренировочного центра для дортмундской «Боруссии». На втором этапе тренировочный центр должен был быть расширен за счёт двух полей, зоны для вратарской практики и трёхэтажного спортивного комплекса площадью 13 500 м², который должен был предложить удобства для всех команд «РБ Лейпциг», от команды 8 лет до профессиональной команды. Кроме того, на первом поле должна была появиться крытая трибуна с не менее чем 1 000 мест для проведения матчей юношеских команд А и В.
Новый спортивный комплекс был открыт в сентябре 2015 года и взят в пользование профессиональной командой и шестью юниорскими командами, от 14 лет до резервной команды. Он содержит крытый зал площадью 800 м², крытую тартановую дорожку для спринтерских упражнений, весовые комнаты, холодильные камеры, спа-зону, медицинские помещения и индивидуальные комнаты отдыха для каждого профессионального игрока. Здесь также расположены медиацентр, новые офисы, интернат для 50 молодых игроков и кафе для родителей и болельщиков. Тренировочный центр «РБ Лейпциг» с его спортивным комплексом считается одним из самых уникальных и современных в Германии.
Весной 2016 года была построена крытая трибуна на 1 000 мест, зона для тренировки двигательных навыков и парковка. Также был реконструирован искусственный холм для физических упражнений, шутливо названный «Холм памяти Феликса Магата».
У клуба уже есть планы по дальнейшему расширению тренировочного центра. Клуб хочет построить дополнительное поле к югу от тренировочного центра. Такое расширение потребует дополнительной земли из мест проведения ярмарки и поэтому встречает ряд возражений. Более определённым является будущее расширение к северу от тренировочного центра. Эта территория используется футбольным клубом «Шёнау 1983» и теннисным клубом «Грюн-Васс Лейпциг». «Шёнау 1983» имеет контракт на аренду территории до 2026 года. В 2011 году клуб уступил часть своей территории «РБ Лейпциг». За это клуб получил компенсацию. В общей сложности «РБ Лейпциг» потратил 900 000 евро на строительство нового поля для «Шёнау 1983». Территория, которую в настоящее время арендует «Шёнау 1983», уже передана в залог «РБ Лейпциг», когда договор аренды закончится в 2026 году.

## Организация и финансы

### Ассоциация
RasenballSport Leipzig e.V. является зарегистрированным добровольным объединением. Его исполнительным органом является совет директоров (нем. Vorstand). Правление назначается почётным советом (нем. Ehrenrat). Ему также подчиняется наблюдательный совет (нем. Aufsichtsrat). Почётный совет избирается непосредственно членами клуба на общем собрании.
В 2014 году были проведены значительные организационные изменения в соответствии с требованиями Немецкой футбольной лиги. Одним из требований было изменение состава организационных органов. Как в правление, так и в почётный совет входили сотрудники или агенты «Ред Булл». Это фактически противоречило фундаментальным принципам правила «50+1» в интерпретации футбольной лиги, которое направлено на запрет влияния третьих лиц на спортивные решения клуба. В рамках компромисса с лигой клуб сделал обязательное заявление о том, что в правлении должно быть большинство лиц, независимых от «Ред Булл».
Кроме того, был добавлен наблюдательный совет. Почётный совет выполнял задачи, которые обычно выполняются отдельным контролирующим организационным органом. Теперь эти функции были переданы вновь созданному наблюдательному совету, который может выполнять эти задачи самостоятельно. Клуб решил перевести бывших членов почётного совета во вновь созданный наблюдательный совет. Ассоциация отвечает за мужские юношеские команды от 8 до 14 лет и все женские футбольные команды.

#### Членство
Членство с правом голоса сильно ограничено. В отличие от всех других футбольных клубов Германии, в «РБ» нет официального способа стать членом с правом голоса. По словам Ульриха Вольтера, клуб не стремится к большому количеству членов других клубов. Вольтер также указал на другие клубы, где ультрас преуспели в создании структур, и заявил, что клуб абсолютно точно хочет избежать подобных условий.
Для создания зарегистрированного добровольного объединения, согласно немецкому законодательству, необходимо иметь не менее семи членов. Через четыре года после основания в клубе было всего 9 членов, все сотрудники «Ред Булл». К 2014 году регистрационный взнос за членство составлял 100 евро, а ежегодный членский взнос — 800 евро, по сравнению с «Баварией», которая к тому времени предлагала членство по годовым взносам от 30 до 60 евро. Кроме того, человек, готовый заплатить взнос, не мог рассчитывать стать членом клуба, поскольку правление могло отклонить заявку без предупреждения.
Такая ограничительная политика в отношении членства вызвала критику, поэтому одним из первоначальных требований, выдвинутых Немецкой футбольной лигой для получения лицензии на сезон второй Бундеслиги 2014/15, было снижение членских взносов и открытие ассоциации для новых членов. Клуб отреагировал на давление со стороны лиги и объявил об изменениях в членстве в июне 2014 года. Теперь человек может стать официальным поддерживающим членом. Ежегодный взнос для этого типа членства составляет от 70 до 1000 евро и служит для продвижения юношеского футбола в клубе. Взамен поддерживающий член клуба получает определённые привилегии, такие как встреча с профессиональной командой и занятия фитнесом на «Ред Булл Арене». Поддерживающие члены также имеют право присутствовать на общих собраниях, хотя и без права голоса. Для улучшения участия в работе ассоциации поддерживающие члены представлены одним членом в наблюдательном совете.

### GmbH
2 декабря 2014 года общее собрание ассоциации единогласно проголосовало за создание отдельной организации в форме GmbH. Решение было принято на внеочередном собрании. Присутствовали 14 членов с правом голоса и 40 членов поддержки. Председатель Оливер Минцлафф заявил, что изменения были сделаны для того, чтобы клуб мог подняться на профессиональный уровень и оставаться конкурентоспособным. «RasenballSport Leipzig GmbH» отвечает за профессиональную команду, резервную команду и мужские юношеские команды от 15 лет и выше.
По состоянию на 2015 год «Red Bull GmbH» является главным акционером «RasenballSport Leipzig GmbH», владея 99 % акций. Оставшийся один процент акций принадлежит ассоциации. Однако, как того требует правило «50+1», формальная власть принадлежит ассоциации, имеющей большинство голосов.

### Спонсорство
С момента основания клуба «РБ Лейпциг» его футбольные комплекты поставлялись немецким брендом спортивной одежды Adidas. В 2014 году клуб перешёл на американский бренд спортивной одежды Nike, соглашение с которым будет действовать как минимум до 2025 года. В октябре 2014 года клуб также заключил рекламные соглашения с Hugo Boss, Porsche в качестве молодёжного спонсора и Volkswagen для рекламы на стадионе. 20 мая 2016 года «РБ Лейпциг» продлил контракт с Krostitzer Brauerei в качестве официального пивного партнёра до 2018 года.

## Текущий состав
| 1  | Флаг Венгрии     | Вр  | Петер Гулачи                                  | 1990 |  |  |  |  |  |
| 25 | Флаг Германии    | Вр  | Леопольд Цингерле                             | 1994 |  |  |  |  |  |
| 26 | Флаг Бельгии     | Вр  | Мартен Вандевордт                             | 2002 |  |  |  |  |  |
|    |                  |     |                                               |      |  |  |  |  |  |
| 3  | Флаг Нидерландов | Защ | Лютсхарел Гертрёйда                           | 2000 |  |  |  |  |  |
| 4  | Флаг Венгрии     | Защ | Вилли Орбан (капитан)                         | 1992 |  |  |  |  |  |
| 5  | Флаг Франции     | Защ | Эль-Шадай Битшиабу                            | 2005 |  |  |  |  |  |
| 16 | Флаг Германии    | Защ | Лукас Клостерман                              | 1996 |  |  |  |  |  |
| 17 | Флаг Германии    | Защ | Ридле Баку                                    | 1998 |  |  |  |  |  |
| 19 | Флаг Сербии      | Защ | Коста Неделькович (в аренде из «Астон Виллы») | 2005 |  |  |  |  |  |
| 22 | Флаг Германии    | Защ | Давид Раум                                    | 1998 |  |  |  |  |  |
| 23 | Флаг Франции     | Защ | Кастелло Люкеба                               | 2002 |  |  |  |  |  |
| 35 | Флаг Германии    | Защ | Макс Финкгрефе                                | 2004 |  |  |  |  |  |
| 39 | Флаг Германии    | Защ | Беньямин Хенрикс                              | 1997 |  |  |  |  |  |
|    |                  |     |                                               |      |  |  |  |  |  |
| 6  | Флаг Нидерландов | ПЗ  | Эзекил Банзузи                                | 2005 |  |  |  |  |  |
| 7  | Флаг Норвегии    | ПЗ  | Антонио Нуса                                  | 2005 |  |  |  |  |  |
| 8  | Флаг Мали        | ПЗ  | Амаду Айдара                                  | 1998 |  |  |  |  |  |
| 10 | Флаг Нидерландов | ПЗ  | Хави Симонс                                   | 2003 |  |  |  |  |  |

| 13 | Флаг Австрии            | ПЗ  | Николас Зайвальд    | 2001 |  |  |  |  |  |
| 14 | Флаг Австрии            | ПЗ  | Кристоф Баумгартнер | 1999 |  |  |  |  |  |
| 18 | Флаг Бельгии            | ПЗ  | Артур Вермерен      | 2005 |  |  |  |  |  |
| 20 | Флаг Германии           | ПЗ  | Ассан Уэдраого      | 2006 |  |  |  |  |  |
| 24 | Флаг Австрии            | ПЗ  | Ксавьер Шлагер      | 1997 |  |  |  |  |  |
| 33 | Флаг Сербии             | ПЗ  | Андрия Максимович   | 2007 |  |  |  |  |  |
| 42 | Флаг Бельгии            | ПЗ  | Жуайё Масанка Бунги | 2007 |  |  |  |  |  |
| 44 | Флаг Словении           | ПЗ  | Кевин Кампль        | 1990 |  |  |  |  |  |
| 45 | Флаг Северной Македонии | ПЗ  | Элиф Элмас          | 1999 |  |  |  |  |  |
| 47 | Флаг Германии           | ПЗ  | Фигго Гебель        | 2007 |  |  |  |  |  |
|    |                         |     |                     |      |  |  |  |  |  |
| 9  | Флаг Бельгии            | Нап | Йохан Бакайоко      | 2003 |  |  |  |  |  |
| 11 | Флаг Бельгии            | Нап | Лоис Опенда         | 2000 |  |  |  |  |  |
| 27 | Флаг Франции            | Нап | Тидьям Гомис        | 2006 |  |  |  |  |  |
| 36 | Флаг Германии           | Нап | Тимо Вернер         | 1996 |  |  |  |  |  |
| 40 | Флаг Бразилии           | Нап | Ромуло Кардозо      | 2002 |  |  |  |  |  |
| 49 | Флаг Кот-д’Ивуара       | Нап | Ян Дьоманде         | 2006 |  |  |  |  |  |
|    | Флаг Германии           | Нап | Роберт Рамзак       | 2006 |  |  |  |  |  |

### Игроки в аренде
| \| № \| \| Поз. \| Имя \| Год рождения \| \| -- \| \| ---- \| --------------------------------------------------------- \| ------------ \| \| 36 \| \| Вр \| Тимо Шлик (в «Гройтер Фюрте» до 30 июня 2026) \| 2006 \| \| 37 \| \| Защ \| Фредерик Екель (в «Айнтрахте» Брауншвейг до 30 июня 2026) \| 2001 \| \| 45 \| \| Защ \| Йонатан Норбюэ (в «Арминии» Билефельд до 30 июня 2026) \| 2007 \| |               |      |                                                           |              |
| № |               | Поз. | Имя                                                       | Год рождения |
| 36 | Флаг Германии | Вр   | Тимо Шлик (в «Гройтер Фюрте» до 30 июня 2026)             | 2006         |
| 37 | Флаг Германии | Защ  | Фредерик Екель (в «Айнтрахте» Брауншвейг до 30 июня 2026) | 2001         |
| 45 | Флаг Норвегии | Защ  | Йонатан Норбюэ (в «Арминии» Билефельд до 30 июня 2026)    | 2007         |

## Тренеры и руководство клуба
| Гражданство       | Имя               | Должность                                          |
| Тренерский состав | Тренерский состав | Тренерский состав                                  |
| ----------------- | ----------------- | -------------------------------------------------- |
| Германия          | Марко Розе        | Главный тренер                                     |
| Германия          | Франк Гайдек      | Ассистент главного тренера                         |
| Германия          | Марко Курт        | Ассистент главного тренера                         |
| Германия          | Александр Циклер  | Ассистент главного тренера                         |
| Руководство клуба |                   |                                                    |
| Германия          | Йоханн Пленге     | Управляющий директор (CBO), председатель правления |
| Германия          | Флориан Хопп      | Финансовый директор (CFO)                          |
| Германия          | Рувен Шрёдер      | Управляющий менеджер по спорту                     |

## Главные тренеры
В таблице представлены все главные тренеры первой команды «РБ Лейпциг». Статистика включает только матчи лиги. Национальные и международные кубковые соревнования, а также игры за переход в Третью лигу не учитываются.

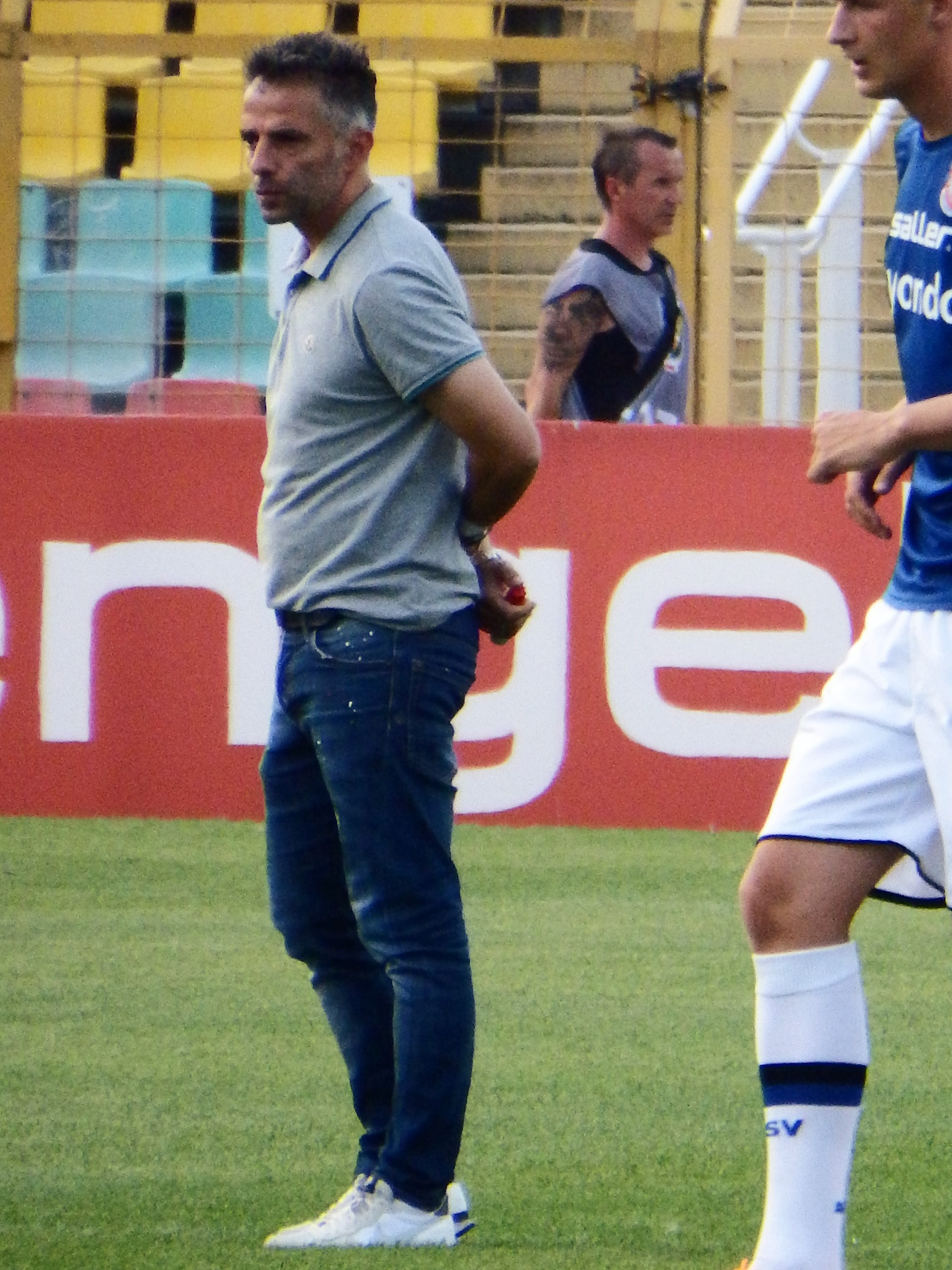
При Томасе Орале был завоёван первый в истории клуба титул в Кубке Саксонии в 2011 году.

| №   | Тренер                 | Период работы   | Период работы    | Период работы | Показатели | Показатели | Показатели | Показатели | Показатели | Показатели | Показатели |
| №   | Тренер                 | Начало работы   | Окончание работы | Дней          | М          | В          | Н          | П          | РМ         | МЗ         | % побед    |
| --- | ---------------------- | --------------- | ---------------- | ------------- | ---------- | ---------- | ---------- | ---------- | ---------- | ---------- | ---------- |
| 01  | Тино Фогель            | 13 июня 2009    | 31 мая 2010      | 364           | 30         | 26         | 2          | 2          | +57        | 80         | 86,66      |
| 02  | Томас Орал             | 29 июня 2010    | 28 мая 2011      | 364           | 34         | 18         | 10         | 6          | +28        | 64         | 52,94      |
| 03  | Петер Пакульт          | 27 июня 2011    | 3 июля 2012      | 368           | 34         | 22         | 7          | 5          | +41        | 73         | 64,70      |
| 04  | Александр Цорнигер     | 4 июля 2012     | 11 февраля 2015  | 953           | 88         | 52         | 24         | 12         | +82        | 180        | 59,09      |
| 05  | Ахим Байерлорцер и. о. | 11 февраля 2015 | 24 мая 2015      | 139           | 14         | 6          | 3          | 5          | ±0         | 21         | 42,85      |
| 06  | Ральф Рангник          | 22 июня 2015    | 15 мая 2016      | 328           | 34         | 20         | 7          | 7          | +22        | 67         | 58,82      |
| 07  | Ральф Хазенхюттль      | 1 июля 2016     | 16 мая 2018      | 684           | 68         | 35         | 15         | 18         | +31        | 120        | 51,47      |
| 08  | Ральф Рангник          | 9 июля 2018     | 25 мая 2019      | 320           | 34         | 19         | 9          | 6          | +34        | 66         | 55,88      |
| 09  | Юлиан Нагельсман       | 1 июля 2019     | 22 мая 2021      | 691           | 68         | 37         | 20         | 11         | +72        | 131        | 54,41      |
| 010 | Джесси Марш            | 1 июля 2021     | 5 декабря 2021   | 157           | 21         | 8          | 4          | 9          | +12        | 43         |            |
| 011 | Ахим Байерлорцер и. о. | 5 декабря 2021  | 9 декабря 2021   | 4             | 1          | 1          | 0          | 0          | +1         | 2          |            |
| 012 | Доменико Тедеско       | 9 декабря 2021  | 7 сентября 2022  | 271           | 25         | 13         | 6          | 6          | +25        | 53         |            |
| 013 | Марко Розе             | 8 сентября 2022 | н.в.             |               |            |            |            |            |            |            |            |

## Критика

### Дискуссии о культуре болельщиков и политике клуба
Создание «РБ Лейпциг» вызвало много споров в Германии. Споры развернулись вокруг очевидного участия «Red Bull GmbH» и ограничительной политики членства. Это противоречило общепринятой практике в Германии, где футбольные клубы традиционно опираются на добровольные зарегистрированные ассоциации, иногда с очень большим числом членов, и где правило «50+1» гарантирует, что члены клуба имеют формальный контрольный пакет акций. «РБ Лейпциг» критиковали за то, что он якобы был основан как инструмент маркетинга и якобы вывел коммерциализацию футбола в Германии на новый уровень. Клуб отвергали как «маркетинговый клуб», «коммерческий клуб» или «пластиковый клуб». Критика была широко распространена. Критики нашлись как среди руководства, так и среди тренеров и болельщиков других клубов.
Появление «РБ Лейпциг» было встречено протестами со стороны болельщиков других футбольных клубов Лейпцига, в частности «Локомотив» и «Заксен». Они опасались упадка традиционной культуры болельщиков в Лейпциге и коммерциализации футбола в регионе. После того как стало известно о партнёрстве с «Маркранштедт», в пригородах Лейпцига немедленно начались протесты. Рекламные щиты «Red Bull» на стадионе «Штадион ам Бад» в Маркранштедте были замазаны граффити, а поле было намеренно уничтожено средством для уничтожения сорняков. Протесты в Лейпциге в целом носили ненасильственный характер. Несмотря на то, что «РБ» играл свой первый сезон в 2009/10 году в одной лиге с «Локомотивом» и «Заксеном», критика со стороны этих клубов была умеренной. Председатель «Локомотива» Штеффен Кубальд, тем не менее, заявил, что матч с «РБ Лейпциг» для каждой команды станет матчем сезона, и что «РБ Лейпциг» — это «Бавария» Оберлиги.
Немецкий экономист Тобиас Коллман в 2009 году заявил, что рассматривает «Red Bull GmbH» как компанию с чёткими экономическими целями для своих проектов. Соответственно, он описал «РБ Лейпциг» как «маркетинговый клуб» и сказал, что это первый клуб такого рода в Германии. Далее он назвал деятельность «Red Bull GmbH» в Лейпциге «спортивным политическим землетрясением» в Германии. В 2013 году председатель правления дортмундской «Боруссии» Ханс-Йоахим Ватцке и председатель правления франкфуртского «Айнтрахта» Херибет Бруххаген предупредили, что клубы, поддерживаемые крупными компаниями или финансово сильными меценатами, могут представлять угрозу для всей Бундеслиги, говоря о «столкновении культур». Они жаловались, что такие клубы вытесняют традиционные клубы, и предупреждали, что «РБ Лейпциг» вполне может стать следующим таким клубом, который вытеснит традиционный клуб из Бундеслиги. Ханс-Йоахим Ватцке в 2014 году заявил, что считает поведение «РБ Лейпциг» «морально сомнительным», ссылаясь на его трансферную политику в тесном сотрудничестве с «Ред Булл Зальцбург», и указал на подписание Марселя Забитцера. Ханс-Йоахим Ватцке, тем не менее, заявил, что он не является противником «РБ Лейпциг», что он был бы признателен за клуб Бундеслиги из Саксонии и что «РБ Лейпциг» будет тепло принят до тех пор, пока Немецкий футбольный союз обеспечивает соблюдение «демократических правил футбола» и клуб финансирует свою деятельность. Петер Нойрурер был более яростным критиком. Будучи главным тренером «Бохум», он заявил в 2014 году, что «РБ Лейпциг» «вызывает у него тошноту» и что он считает, что клуб построен на чисто экономических интересах. Он также жаловался, что конкуренция с «РБ Лейпциг» не является честной сделкой, поскольку клуб может подписывать тех игроков, которых хочет, и что такая конкуренция «не имеет ничего общего со спортом, который мы любим».
После того как в 2014 году «РБ Лейпциг» вышел во вторую Бундеслигу, группы болельщиков из десяти клубов 2-й Бундеслиги создали кампанию против клуба под названием "Нет «РБ» (нем. Nein zu RB). С тех пор к кампании присоединились многочисленные группы по всей Германии. В марте 2015 года на веб-странице кампании было указано 182 группы болельщиков из 29 клубов.
На выездных матчах клуб регулярно встречает протесты в различных формах. 21 сентября 2014 года во время выездного матча против берлинского «Униона» болельщики хозяев символически надели чёрные пластиковые пончо и молчали в течение первых 15 минут матча. Большой баннер, вывешенный болельщиками хозяев, гласил: «В Лейпциге футбольная культура умирает». Другой баннер гласил: «Футболу нужно участие рабочих, преданность, стоячие террасы, эмоции, финансовый фейр-плей, традиции, прозрачность, страсть, история, независимость». На августовский визит «РБ Лейпциг» в 2015 году продюсеры программы «Унион» придумали более юмористический протест, заменив страницу, которая обычно посвящалась приезжей команде, статьёй об истории разведения быков. 6 февраля 2015 года на выездном матче против «Эрцгебирге» болельщики хозяев вывесили баннеры, на которых Дитрих Матешиц сравнивался с Адольфом Гитлером, а болельщики «РБ Лейпциг» — со слепыми последователями нацизма. «Эрцгебирге» позже был оштрафован футбольным союзом на 35 000 евро за эти баннеры. 18 сентября 2015 года на выездном матче против «Хайденхайма» к автобусу с игроками по прибытии на стадион подошли болельщики «Хайденхайма», которые забросали автобус сотнями фальшивых долларовых купюр с карикатурой на Дитриха Матешица, изображённого с большим крючковатым носом и текстом «Дерьмовый Ред Булл» (нем. Scheiß Red Bull) и «Он доверяет капитализму». Эта акция впоследствии привела к полицейскому расследованию по факту возможного опасного вмешательства в безопасность дорожного движения и нанесения надписи.
23 ноября 2013 года во время домашнего матча с «Ганзой» болельщики гостей выразили протест тем, что полностью отсутствовали в течение первых семи минут матча, а затем в большом количестве заполнили гостевой блок. 19 февраля 2016 года аналогичный протест был проведён и во время домашнего матча с «Унионом». Другие группы болельщиков в Германии полностью отказывались посещать выездные матчи на «Ред Булл Арене».
В некоторых случаях протесты перерастали в насилие и угрозы. «РБ Лейпциг» был вынужден отменить три товарищеских матча в июле 2009 года по соображениям безопасности.8 августа 2009 года на первом матче лиги, в гостях против «Карл Цейсса II», возникли беспорядки, когда полиция ликвидировала блокаду, пытаясь помешать автобусу с игроками попасть на стадион. Автобус был атакован бутылками, и полиции пришлось применять перцовые баллончики. Во время разминки команду оскорбляли, плевали в неё и забрасывали пивными кружками, а после матча ей пришлось покинуть стадион в сопровождении полиции. 19 июля 2013 года на выездном матче против «Галлешера» автобус с игроками снова подвергся нападению. Беспорядки возникли и после матча, когда болельщики хозяев попытались прорваться через периметр безопасности, чтобы подойти к болельщикам гостей. В полицию бросали петарды и другие предметы, в результате беспорядков четверо полицейских получили лёгкие ранения. 9 марта 2015 года перед выездным матчем против «Карлсруэ» несколько болельщиков «РБ Лейпциг» получили письма, в которых им косвенно угрожали насилием, если они решат поддержать свою команду в Карлсруэ. В ночь перед матчем холл отеля для игроков в Карлсруэ штурмом взяли местные хулиганы.
Среди болельщиков «РБ Лейпциг» также можно найти критиков. Группа болельщиков «Rasenballisten» называет себя объединением критически настроенных болельщиков. Члены группы заявили, что идентичность клуба не может зависеть только от его главного спонсора, и группа критикует «Red Bull GmbH» за доминирование во внешнем представлении клуба. Представители «Red Bull GmbH» и «РБ Лейпциг» и другие люди прокомментировали эти вопросы и ответили на критику. Спортивный директор Ральф Рангник указал на тот факт, что спонсоры и инвесторы присутствуют и в других клубах. Он риторически спросил, в чём разница между обязательствами Audi и Adidas в «Баварии» и обязательствами «Red Bull GmbH» в «РБ Лейпциг»? Он признал, что разница есть: «Бавария» сначала добилась спортивного успеха, а затем спонсоров и инвесторов. Однако он настаивал на том, что ситуация в «Вольфсбурге» и «Байер 04» была абсолютно одинаковой, и что «Вольфсбург» стал чемпионом Германии в 2009 году в значительной степени благодаря финансовой поддержке Volkswagen. В 2009 году Дитрих Матешиц заявил, что спортивные обязательства «Red Bull GmbH» действительно отличаются от спортивных обязательств других компаний. Он объяснил, что когда компания берёт на себя обязательства в спорте, она сама участвует в спортивных операциях. В 2007 году он также объяснил, что когда компания берёт на себя обязательства, она интегрируется и берёт на себя ответственность за спортивные результаты, желая укрепить идентичность бренда и спорта. В 2013 году генеральный менеджер Ульрих Вольтер сказал, что Дитрих Матешиц не олигарх или шейх, который покупает игрушечный клуб, а человек, который пытается добиться успеха через долгосрочный и устойчивый вклад в молодёжный и профессиональный футбол. Ульрих Вольтер также прокомментировал профиль клуба и сказал, что это нормально, когда спонсор хочет сделать свой бренд известным.
И Дитрих Матешиц, и спортивный директор Ральф Рангник делали комментарии по поводу трансферной политики. Дитрих Матешиц прокомментировал футбольные обязательства «Red Bull GmbH» в 2007 году и сказал, что компания «не умеет покупать звёзд». В интервью австрийскому спортивному сайту Sportnet в 2010 году он сказал: «Я не Абрамович. То, что мы делаем, мы стараемся делать своим умом. Нет ничего проще, чем взять сумку, полную денег, и пойти по магазинам. Это глупо, а мы не глупы». В интервью немецкой газете Leipziger Volkszeitung в 2013 году он также сказал: «Речь идёт не о гонке, чтобы как можно быстрее оказаться в Бундеслиге с максимальным количеством наёмников, а о здоровом развитии и здоровом росте. И это с максимальным количеством собственных игроков». Спортивный директор Ральф Рангник прокомментировал трансферную политику клуба в 2013 году и сказал, что «РБ Лейпциг» ловит рыбу в очень маленьком пруду, подписывая только игроков в возрасте от 17 до 23 лет, и что «РБ Лейпциг» — единственный клуб в Бундеслиге, который не подписал ни одного игрока из другого клуба лиги. Создание успешной молодёжной академии также было неотъемлемой частью долгосрочной стратегии клуба с момента его основания. Дитрих Матешиц сказал в 2009 году, что он надеется, что большинство игроков профессиональной команды в будущем пройдут через ряды собственной академии клуба. Генеральный менеджер Ульрих Вольтер сказал в 2013 году, что клуб хочет построить «восточный маяк», чтобы молодым игрокам из Восточной Германии не приходилось постоянно мигрировать в Западную Германию для развития. Работа с молодёжью в «РБ Лейпциг» получила много похвалы от Немецкой футбольной лиги в 2014 году.
Несколько человек ответили на отрицание «РБ Лейпциг» как «пластикового клуба», которому не хватает традиций. Спортивный директор Йоахим Круг сказал в 2009 году, что «РБ» — это просто недавно основанный клуб с большими амбициями. Главный тренер Тино Фогель дополнил его и сказал, что в какой-то момент начинается каждая новая традиция. Болельщики «РБ Лейпциг» были отмечены тем, что во время первых соревновательных матчей в 2009 году вывесили баннеры с надписью «Пусть эта традиция начнётся», а менеджер Дитер Гудель сказал в 2010 году, что «РБ Лейпциг» вполне может написать на своих вымпелах «Традиция с 2009 года». В 2013 году Дитрих Матешиц сказал, что единственная разница между «РБ Лейпцигом» и «Баварией» — это сто лет традиций, и что через пятьсот лет «РБ Лейпциг» будет пятьсот лет, а «Баварии» — шестьсот лет. Этим он хотел сказать, что и «РБ Лейпциг» однажды станет традиционным клубом.
Спортивный директор Ральф Рангник в 2012 году заявил, что в работе в новом клубе без глубоко укоренившихся традиций есть свои преимущества. Он объяснил, что структурные изменения и кадровые решения в «РБ Лейпциг» можно проводить быстро и гибко, поскольку здесь нет устоявшейся иерархии и меньше сопротивления среды. Далее он сказал, что видел достаточно примеров традиционных клубов, которые нигде не преуспели. Он сказал, что для него важно наличие философии работы и устойчивости. Президент футбольного союза Вольфганг Нирсбах сказал в 2014 году, говоря о традиционных клубах Лейпцига: «Если большие традиционные клубы за годы и десятилетия не смогли серьёзно обосноваться в профессиональном футболе, то никто не должен жаловаться, если применяется другой подход и это также приводит к успеху».
«РБ Лейпциг» также получил положительную критику и похвалу. Предприниматель Михаэль Кёльмель, владелец стадиона «Центральный», сказал в 2009 году, что «Red Bull GmbH» — это огромная возможность для Лейпцига. Он также сказал, что в конечном итоге от «РБ Лейпциг» выиграют и другие футбольные клубы Лейпцига. Он объяснил, что молодые игроки останутся в этом районе и что общий уровень футбола в Лейпциге повысится. Заместитель мэра Лейпцига Хайко Розенталь сказал в 2010 году, что «РБ Лейпциг» — это «лучшее», что могло произойти для экономического развития Лейпцига. Далее он объяснил, что «РБ Лейпциг» привлечёт внимание к Лейпцигу и станет важным компонентом в будущем экономическом представлении города. Блогер Маттиас Кисслинг в 2011 году утверждал, что «Red Bull GmbH» предлагает более постоянные инвестиции, чем все, что Саксония видела после падения Берлинской стены. Мэр Лейпцига Буркхард Юнг в 2011 году сказал, что инвестиции «Red Bull GmbH» в Лейпциг — это «невероятный подарок городу». В 2013 году Дитрих Матешиц был награждён премией «Leipziger Lerche» за заслуги перед регионом. Бургомистр Буркхард Юнг высоко оценил Дитриха Матешица как «честного, амбициозного и серьёзного». На церемонии вручения премии впервые присутствовал министр-президент Саксонии Станислав Тиллих.
Председатель футбольного союза Саксонии Клаус Райхенбах выразил оптимизм по поводу основания клуба. Он сказал, что надеется на футбол высокого класса, и что это принесёт пользу всему региону и Восточной Германии. Председатель Северо-восточного футбольного союза Германии Райнер Милькорейт в 2014 году сказал, что выход «РБ Лейпциг» во вторую Бундеслигу — это большое событие для Восточной Германии, и что бум посещаемости в Лейпциге показал, как сильно ждали этот клуб. Президент «Баварии» Ули Хёнесс в 2011 году сказал, что модель, выбранная «РБ Лейпциг», может быть процветающей, но не обязательно. Он сказал, что решающим будет то, что клуб сможет предложить своим болельщикам, и что если модель сработает, это будет полезно для всего футбола, а не только для футбола Восточной Германии. Ули Хёнесс поздравил «РБ Лейпциг» с выходом во вторую Бундеслигу в 2014 году и сказал, что это лучшее, что могло произойти с футболом в Лейпциге. Спортивный директор «Бавария» Маттиас Заммер, уроженец Дрездена, сказал в 2014 году, что он положительно относится к развитию «РБ», и высоко оценил положительный экономический эффект для региона. Он также отверг жалобы «традиционалистов», поскольку «Локомотив» и «Хеми» со времён «Венде» не смогли объединить усилия ради местного футбола. Франц Беккенбауэр сказал в 2015 году, что, по его прогнозам, через 35 лет «РБ Лейпциг» будет опасен для «Баварии», если «Red Bull GmbH» будет готова продолжать инвестировать в него в течение такого длительного времени, и что «РБ Лейпциг» — это концепция с будущим. Менеджер «Вольфсбурга» Клаус Аллофс сказал в 2016 году, что «РБ Лейпциг» — это счастливый случай для Лейпцига, а также благо для региона и немецкого футбола.
Согласно опросу, проведённому газетой Leipziger Volkszeitung в 2009 году, более 70 % жителей Лейпцига приветствовали инвестиции «Red Bull GmhH» в местный футбол. В 2016 году Leipziger Volkszeitung также опубликовала результаты исследования, проведённого компанией Intelligence Research in Sponsorshop. Согласно исследованию, «РБ Лейпциг» занял третье место среди любимых команд в Саксонии и Тюрингии, уступив только «Баварии» и дортмундской «Боруссии». Исследование, проведённое компанией «Repucom» в 2016 году, показало, что в прессе, на радио и телевидении «РБ Лейпциг» вырос на 60 %. Оно также показало, что репортажи стали более объективными и сложными.

### Новые игроки из «Ред Булл Зальцбург»

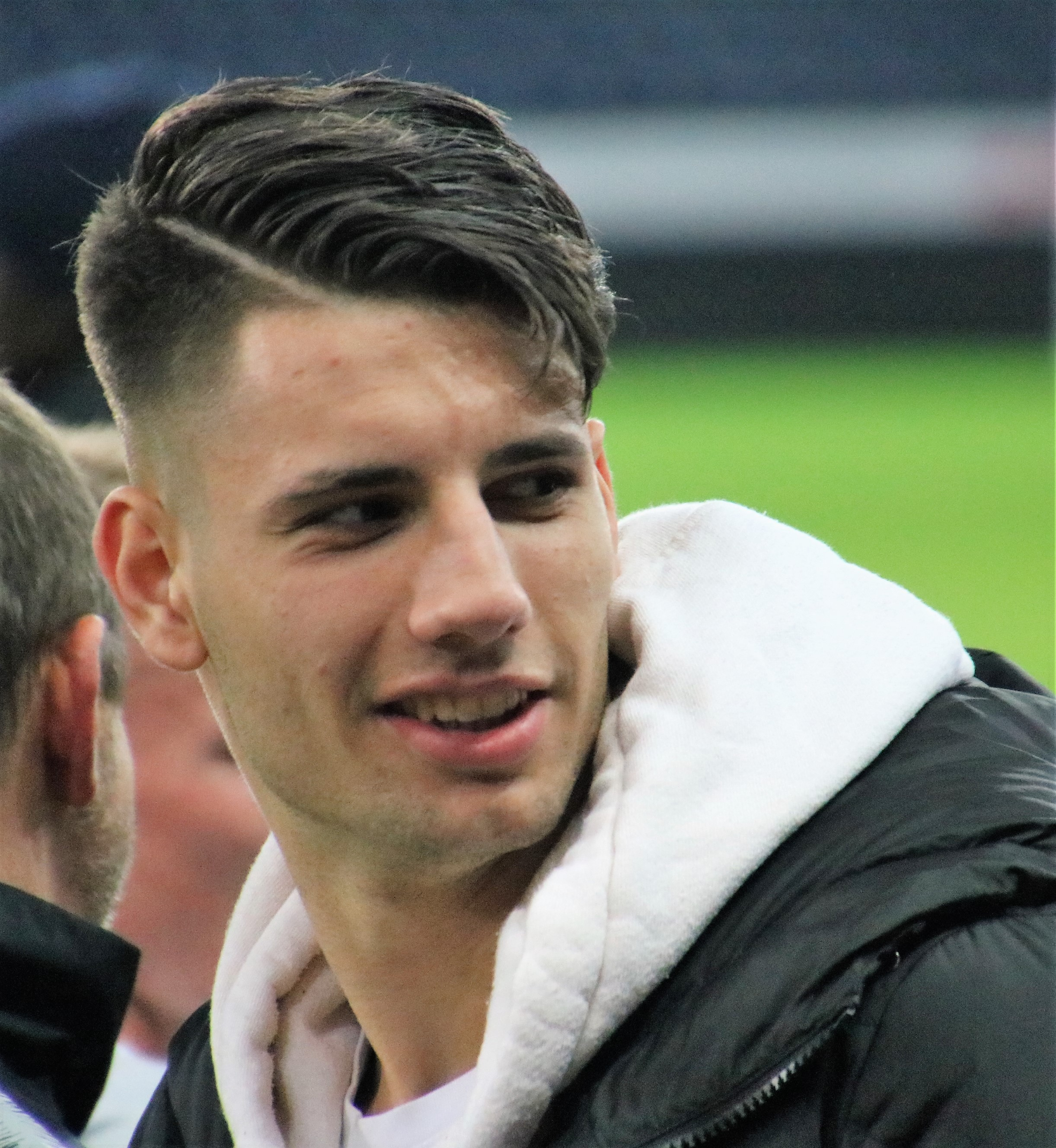
Доминик Собослаи — последнее пополнение из состава «Ред Булл Зальцбург».

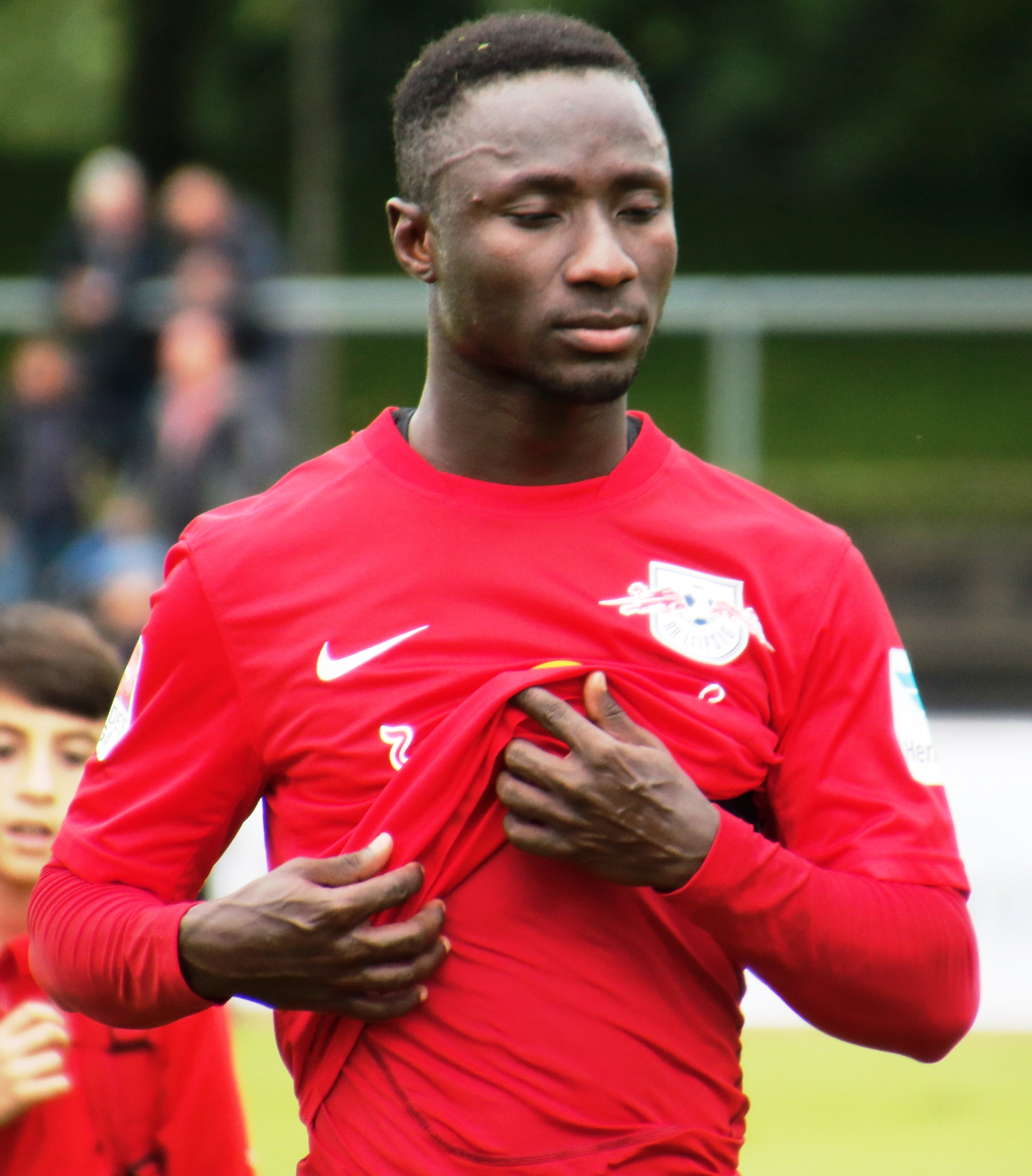
Наби Кейта пришёл в «Лейпциг» из «Зальцбурга» летом 2016 года и через два года перешёл в «Ливерпуль», с которым выиграл Лигу чемпионов.

Юридически между «РБ Лейпциг» и «Ред Булл Зальцбург» больше нет никаких связей. Хотя «Red Bull GmbH» является основным акционером RasenBallsport Leipzig GmbH с 99 процентами, компания не владеет акциями «Зальцбурга», в которую с середины 2016 года были выделены профессиональные матчи «Ред Булл Зальцбург», и выступает в качестве спонсора — например, в названии или в виде рекламы на футболке. Тем не менее, часто происходят переходы — в основном молодых игроков из «Ред Булл Зальцбург» в «РБ Лейпциг». В результате «Ред Булл Зальцбург» часто называют фарм-клубом «РБ Лейпциг». Реже игроки из основного состава, которые получали мало игрового времени (Смаил Превляк, Филипп Кён), и игроки молодёжного состава, которые не переходят в основной состав после окончания молодёжного (Фелипе Пирес, Лукас Венуто, Килиан Людевиг), совершают обратный путь в «Зальцбург» или в свою фарм-команду «Лиферинг».
Зимой 2019 года Тайлер Адамс (на тот момент ему было 19 лет) стал первым игроком, подписанным из команды «Нью-Йорк Ред Буллз», акции которой полностью принадлежат «Red Bull GmbH».
Американец Джесси Марш первоначально был главным тренером «Нью-Йорк Ред Буллз», ассистентом тренера в «Лейпциге» в сезоне 2018/19 и главным тренером «Ред Булл Зальцбург» с 2019 по 2021 год, после чего вернулся в Лейпциг в качестве главного тренера на сезон 2021/22.
Менеджер мёнхенгладбахской «Боруссии» Макс Эберль раскритиковал обмен игроками между «Зальцбургом» и «Лейпцигом». Мартин Хинтереггер, который в прошлом сам был центральным защитником в «Зальцбурге», также критиковал трансферную политику двух команд.
| Номер | Сезон   | Трансфертный период | Игроки           | Возраст |
| ----- | ------- | ------------------- | ---------------- | ------- |
| 1     | 2011/12 | Зима                | Роман Вальнер    | 29      |
| 2     | 2013/14 | Зима                | Георг Тайгль     | 22      |
| 3—4   | 2014/15 | Лето                | Томас Дене       | 20      |
| 3—4   | 2014/15 | Лето                | Штефан Хирлендер | 23      |
| 5     | 2014/15 | Зима                | Йорди Рейна      | 21      |
| 6     | 2014/15 | Зима                | Родней           | 29      |
| 7—11  | 2015/16 | Лето                | Массимо Бруно    | 21      |
| 7—11  | 2015/16 | Лето                | Петер Гулачи     | 25      |
| 7—11  | 2015/16 | Лето                | Штефан Ильзанкер | 26      |
| 7—11  | 2015/16 | Лето                | Нильс Квашнер    | 21      |
| 7—11  | 2015/16 | Лето                | Марсель Забитцер | 21      |
| 12—13 | 2016/17 | Лето                | Наби Кейта       | 21      |
| 12—13 | 2016/17 | Лето                | Бенно Шмиц       | 21      |
| 14    | 2016/17 | Лето                | Бернардо         | 21      |
| 15    | 2016/17 | Зима                | Дайо Упамекано   | 18      |
| 16    | 2017/18 | Лето                | Конрад Лаймер    | 20      |
| 17    | 2018/19 | Зима                | Амаду Айдара     | 20      |
| 18    | 2019/20 | Лето                | Ханнес Вольф     | 20      |
| 19    | 2020/21 | Лето                | Хван Хи Чхан     | 24      |
| 20    | 2020/21 | Зима                | Доминик Собослаи | 20      |

## Достижения

### Национальные
- Чемпионат Германии
  - Вице-чемпион (2): 2016/17, 2020/21
- Кубок Германии
  - Обладатель (2): 2021/22, 2022/23
  - Финалист (2): 2018/19, 2020/21
- Суперкубок Германии
  - Обладатель: 2023
- Вторая Бундеслига
  - Вице-чемпион: 2015/16
- Третья лига
  - Вице-чемпион: 2013/14
- Региональная лига «Северо-Восток»
  - Чемпион: 2012/13
- Оберлига «Юг»
  - Чемпион: 2009/10
- Кубок Саксонии
  - Обладатель (2): 2010/11, 2012/13

### Международные
- Лига чемпионов УЕФА
  - Полуфиналист: 2019/20
- Лига Европы УЕФА
  - Полуфиналист: 2021/22

## В еврокубках
| Сезон   | Соревнование   | Раунд          | Противник               | Дома                               | На выезде                          | ИТОГО                              |
| ------- | -------------- | -------------- | ----------------------- | ---------------------------------- | ---------------------------------- | ---------------------------------- |
| 2017/18 | Лига чемпионов | Группа G       | Порту                   | 3:2                                | 1:3                                | 3 место                            |
| 2017/18 | Лига чемпионов | Группа G       | Монако                  | 1:1                                | 4:1                                | 3 место                            |
| 2017/18 | Лига чемпионов | Группа G       | Бешикташ                | 1:2                                | 0:2                                | 3 место                            |
| 2017/18 | Лига Европы    | 1/16 финала    | Наполи                  | 0:2                                | 3:1                                | 3:3                                |
| 2017/18 | Лига Европы    | 1/8 финала     | Зенит (Санкт-Петербург) | 2:1                                | 1:1                                | 3:2                                |
| 2017/18 | Лига Европы    | 1/4 финала     | Олимпик Марсель         | 1:0                                | 2:5                                | 3:5                                |
| 2018/19 | Лига Европы    | II КР          | Хеккен                  | 4:0                                | 1:1                                | 5:1                                |
| 2018/19 | Лига Европы    | III КР         | Университатя (Крайова)  | 3:1                                | 1:1                                | 4:2                                |
| 2018/19 | Лига Европы    | Раунд плей-офф | Заря (Луганск)          | 3:2                                | 0:0                                | 3:2                                |
| 2018/19 | Лига Европы    | Группа B       | Зальцбург               | 2:3                                | 0:1                                | 3 место                            |
| 2018/19 | Лига Европы    | Группа B       | Русенборг               | 1:1                                | 3:1                                | 3 место                            |
| 2018/19 | Лига Европы    | Группа B       | Селтик                  | 2:0                                | 1:2                                | 3 место                            |
| 2019/20 | Лига чемпионов | Группа G       | Зенит (Санкт-Петербург) | 2:1                                | 2:0                                | 1 место                            |
| 2019/20 | Лига чемпионов | Группа G       | Бенфика (Лиссабон)      | 2:2                                | 2:1                                | 1 место                            |
| 2019/20 | Лига чемпионов | Группа G       | Олимпик Лион            | 0:2                                | 2:2                                | 1 место                            |
| 2019/20 | Лига чемпионов | 1/8 финала     | Тоттенхэм Хотспур       | 3:0                                | 1:0                                | 4:0                                |
| 2019/20 | Лига чемпионов | 1/4 финала     | Атлетико Мадрид         | Covid-19                           | 2:1                                | 2:1                                |
| 2019/20 | Лига чемпионов | 1/2 финала     | Пари Сен-Жермен         | Covid-19                           | 0:3                                | 0:3                                |
| 2020/21 | Лига чемпионов | Группа Н       | Пари Сен-Жермен         | 2:1                                | 0:1                                | 2 место                            |
| 2020/21 | Лига чемпионов | Группа Н       | Манчестер Юнайтед       | 3:2                                | 0:5                                | 2 место                            |
| 2020/21 | Лига чемпионов | Группа Н       | Истанбул Башакшехир     | 2:0                                | 4:3                                | 2 место                            |
| 2020/21 | Лига чемпионов | 1/8 финала     | Ливерпуль               | 0:2                                | 0:2                                | 0:4                                |
| 2021/22 | Лига чемпионов | Группа A       | Пари Сен-Жермен         | 2:2                                | 2:3                                | 3 место                            |
| 2021/22 | Лига чемпионов | Группа A       | Манчестер Сити          | 2:1                                | 3:6                                | 3 место                            |
| 2021/22 | Лига чемпионов | Группа A       | Брюгге                  | 1:2                                | 5:0                                | 3 место                            |
| 2021/22 | Лига Европы    | 1/16 финала    | Реал Сосьедад           | 2:2                                | 3:1                                | 5:3                                |
| 2021/22 | Лига Европы    | 1/8 финала     | Спартак (Москва)        | Матчи отменены, техническая победа | Матчи отменены, техническая победа | Матчи отменены, техническая победа |
| 2021/22 | Лига Европы    | 1/4 финала     | Аталанта                | 1:1                                | 2:0                                | 3:1                                |
| 2021/22 | Лига Европы    | 1/2 финала     | Рейнджерс               | 1:0                                | 1:3                                | 2:3                                |
| 2022/23 | Лига чемпионов | Группа F       | Реал Мадрид             | 3:2                                | 0:2                                | 2 место                            |
| 2022/23 | Лига чемпионов | Группа F       | Шахтёр                  | 1:4                                | 4:0                                | 2 место                            |
| 2022/23 | Лига чемпионов | Группа F       | Селтик                  | 3:1                                | 2:0                                | 2 место                            |
| 2022/23 | Лига чемпионов | 1/8 финала     | Манчестер Сити          | 1:1                                | 0:7                                | 1:8                                |
| 2023/24 | Лига чемпионов | Группа G       | Манчестер Сити          | 1:3                                | 2:3                                | 2 место                            |
| 2023/24 | Лига чемпионов | Группа G       | Црвена Звезда           | 3:1                                | 2:1                                | 2 место                            |
| 2023/24 | Лига чемпионов | Группа G       | Янг Бойз                | 2:1                                | 3:1                                | 2 место                            |
| 2023/24 | Лига чемпионов | 1/8 финала     | Реал Мадрид             | 0:1                                | 1:1                                | 1:2                                |

## Рекордсмены клуба
- Перед началом сезона 2022/23.

В следующих таблицах представлены игроки с наибольшим количеством матчей и голов за первую команду «РБ Лейпциг». В дополнение к матчам лиги учитываются все матчи национальных и международных кубковых соревнований.
| Игроки с наибольшим количеством матчей | Игроки с наибольшим количеством матчей | Игроки с наибольшим количеством матчей | Игроки с наибольшим количеством матчей |
| -------------------------------------- | -------------------------------------- | -------------------------------------- | -------------------------------------- |
| 01                                     | Юссуф Поульсен                         | 2013—н. в.                             | 330                                    |
| 02                                     | Петер Гулачи                           | 2015—н. в.                             | 274                                    |
| 03                                     | Эмиль Форсберг                         | 2015—н. в.                             | 263                                    |
| 40                                     | Вилли Орбан                            | 2015—н. в.                             | 244                                    |
| 50                                     | Лукас Клостерман                       | 2014—н. в.                             | 235                                    |
| 60                                     | Марсель Забитцер                       | 2015—2021                              | 229                                    |
| 05                                     | Диего Демме                            | 2014—2020                              | 214                                    |
| 08                                     | Марсель Хальстенберг                   | 2015—н. в.                             | 200                                    |
| 09                                     | Доминик Кайзер                         | 2012—2018                              | 167                                    |
| 010                                    | Тимо Вернер                            | 2016—2020                              | 159                                    |

| Игроки с наибольшим количеством голов | Игроки с наибольшим количеством голов | Игроки с наибольшим количеством голов | Игроки с наибольшим количеством голов |
| ------------------------------------- | ------------------------------------- | ------------------------------------- | ------------------------------------- |
| 01                                    | Тимо Вернер                           | 2016—2020, 2022—н. в.                 | 95                                    |
| 02                                    | Даниэль Фран                          | 2010—2015                             | 93                                    |
| 03                                    | Юссуф Поульсен                        | 2013—н. в.                            | 78                                    |
| 40                                    | Эмиль Форсберг                        | 2015—н. в.                            | 58                                    |
| 50                                    | Марсель Забитцер                      | 2015—2021                             | 52                                    |
| 6                                     | Кристофер Нкунку                      | 2019—н. в.                            | 47                                    |
| 70                                    | Доминик Кайзер                        | 2012—2018                             | 36                                    |
| 80                                    | Штефан Кучке                          | 2010—2013                             | 31                                    |
| 9                                     | Вилли Орбан                           | 2015—н. в.                            | 22                                    |
| 100                                   | Нико Фроммер                          | 2009—2011                             | 21                                    |

### Капитаны «РБ Лейпциг»
Включены только капитаны в официальных матчах.
| Капитан          | Период     | Примечания |
| ---------------- | ---------- | ---------- |
| Инго Херцш       | 2009–2010  | [ 344 ]    |
| Тим Себастиан    | 2010—2011  | [ 344 ]    |
| Даниэль Фран     | 2011—2015  | [ 345 ]    |
| Доминик Кайзер   | 2015—2017  | [ 346 ]    |
| Вилли Орбан      | 2017—2020  | [ 347 ]    |
| Марсель Забитцер | 2020—2021  |            |
| Петер Гулачи     | 2021—н. в. |            |

### Футболисты, сыгравшие 100 и более матчей
Список футболистов, сыгравших 100 и более матчей за клуб. В расчёт берутся только матчи официальных турниров (Бундеслига, вторая Бундеслига, Третья лига).
- Юссуф Поульсен
- Диего Демме
- Марсель Забитцер
- Петер Гулачи
- Эмиль Форсберг
- Лукас Клостерман
- Вилли Орбан
- Доминик Кайзер
- Марсель Хальстенберг
- Тимо Вернер
- Дайо Упамекано
- Штефан Ильзанкер
- Конрад Лаймер

## Вторая команда
Вторая команда получила стартовое право второй команды «Маркранштедт» в седьмом классе Безиркслиге Лейпцига на сезон 2009/10 и стала чемпионами с 74 очками. Однако стартовое право в Саксонской лиге было возвращено «Маркранштедт» на сезон 2010/11, и команда снова стартовала в седьмом классе Безиркслиге Лейпцига с игровым правом и большинством команды «Делич». Сезон прошёл очень хорошо, так что чемпионат был выигран в предпоследнем туре.
| Сезон                              | Лига                         | Место | Мячи   | Очки | Тренер       |
| ---------------------------------- | ---------------------------- | ----- | ------ | ---- | ------------ |
| 2009/10                            | Безиркслига Лейпциг          | 01    | 109:27 | 74   | Олаф Брозиус |
| 2010/11                            | Безиркслига Лейпциг          | 01    | 65:32  | 60   | Роман Мюллер |
| 2011/12                            | Саксонская лига              | 04    | 62:34  | 53   | Тино Фогель  |
| 2012/13                            | Саксонская лига              | 03    | 69:25  | 67   | Тино Фогель  |
| 2013/14                            | Саксонская лига              | 01    | 99:18  | 75   | Тино Фогель  |
| 2014/15                            | Оберлига «Северо-Восток»     | 01    | 82:21  | 72   | Тино Фогель  |
| 2015/16                            | Регионаллига «Северо-Восток» | 11    | 49:48  | 44   | Тино Фогель  |
| 2016/17                            | Регионаллига «Северо-Восток» | 03    | 67:42  | 60   | Роберт Клаус |
| выделены зелёным цветом: Повышение |                              |       |        |      |              |

В то же время предполагалось, что «РБ Лейпциг» может взять права на игру в Оберлиге у расформированного клуба «Заксен», но это предложение не было принято, так что команда до 23 лет продвигалась через спортивные результаты. В сезоне 2011/12 команда с первой попытки заняла четвёртое место в шестой по рангу Заксенлиге. В следующем сезоне вторая команда также не смогла подняться в классе и закончила сезон на третьем месте. В сезоне 2013/14 они заняли первое место в Заксенлиге с первого игрового дня и были повышены в пятый класс Оберлиги «Северо-Восток». В сезоне 2014/15 команда быстро интегрировалась в этот дивизион и доминировала в нём. Они смогли отстоять своё раннее первое место в таблице до конца сезона, что привело к чемпионскому титулу и повышению в четвёртый дивизион. Наконец, вторая команда выступала в Региональной лиге «Северо-Восток» в сезонах 2015/16 и 2016/17. Команда до 23 лет проводила свои домашние матчи на стадионе «Штадион ам Бад» в Маркранштедте.
В феврале 2017 года спортивный директор Ральф Рангник объявил о снятии команды до 23 лет с игры по окончании сезона 2016/17. Он обосновал это, в частности, несоразмерностью кадровых и логистических усилий с получаемыми доходами. Разрыв между командами регионаллиги и Бундеслиги был слишком велик, чтобы игроки могли сразу перейти в первую команду. Вместо этого они хотят сосредоточиться на молодёжных командах и, в частности, на юниорах B1 (до 17) и A (до 19). В последнем случае используются молодые игроки, которые, как ожидается, впоследствии сделают карьеру в Бундеслиге. Игроки младших возрастов, не обладающие таким потенциалом, должны быть отданы в команды второй Бундеслиги или Третьей лиги.

## Женские команды
С сезона 2016/17 в клубе действует отделение женского футбола. После некоторых протестов со стороны конкурентов, команда стартовала непосредственно в четвёртой Ландеслиге Заксен на определённых условиях. Там они с большим отрывом стали чемпионами и были повышены в Региональной лиге «Северо-Восток». В следующих двух сезонах они заняли 4-е и 3-е места соответственно в этой лиге. После того как сезон 2019/20 был отменён из-за пандемии COVID-19, команда осталась непобеждённой в Региональной лиге «Северо-Восток» с отрывом в 10 очков и была повышена во вторую Бундеслигу. В 2019 и 2020 годах женщины «РБ» поднимали «Заксенпокаль». В 2019 году команда вышла во 2-й раунд Кубка Германии после победы со счётом 4:2 над командой второго дивизиона «БВ Клоппенбург».

## Секция киберспорта
С августа 2017 года в «РБ Лейпциг» существует отдел киберспорта. Первым игроком был подписан Джихан Ясарлар, который ранее выступал за «Шальке 04». После повторной победы в чемпионате ESL в апреле 2018 года его контракт был продлён до конца 2019 года. В июле 2018 года управляющий директор Оливер Минцлафф озвучил перспективу «инвестирования в дальнейший персонал [и, возможно,] подписания ещё одного игрока в будущем». Однако он добавил, что они по-прежнему будут ограничиваться футбольным симулятором FIFA. Соответственно, Алекс Чаплок был подписан в ноябре 2018 года.
В 2020 году «РБ Лейпциг» перепозиционирует себя в области киберспорта. Контракты с Джиханом Ясарларом и Алексом Чаплоком не были продлены. Под новым названием «RBLZ Gaming» были подписаны Ричард Хормес, Умут Гюльтекин и 14-летний талант Андерс Вейрганг. На замену была подписана футболистка второго дивизиона Лена Гюльденпфенниг, первая женщина, игравшая в виртуальной Бундеслиге.

## Аффилированные клубы
Следующие клубы в настоящее время связаны с «РБ Лейпциг»:
- «Ред Булл Зальцбург» (2009—н. в.)
- «Нью-Йорк Ред Буллз» (2009—н. в.)
- «Ред Булл Бразил» (2009—н. в.)
- «Ред Булл Брагантино» (2020—н. в.)
- «Гоа» (2020—н. в.)[361]

В прошлом с «РБ Лейпциг» были связаны следующие клубы:
- «Маркранштедт» (2009—2010)
- «Ред Булл Гана» (2009—2014)
- «Делич» (2010—2011)